# 富勒姆足球俱乐部
富勒姆足球俱乐部（英語：Fulham Football Club，/ˈfʊləm/）是位於英格蘭首都倫敦的足球俱乐部，目前于英格兰超级足球联赛比赛。成立於1879年，是倫敦最古老的職業足球俱樂部。主場是卡雲農舍球場，坐落在泰晤士河的河畔。

## 歷史

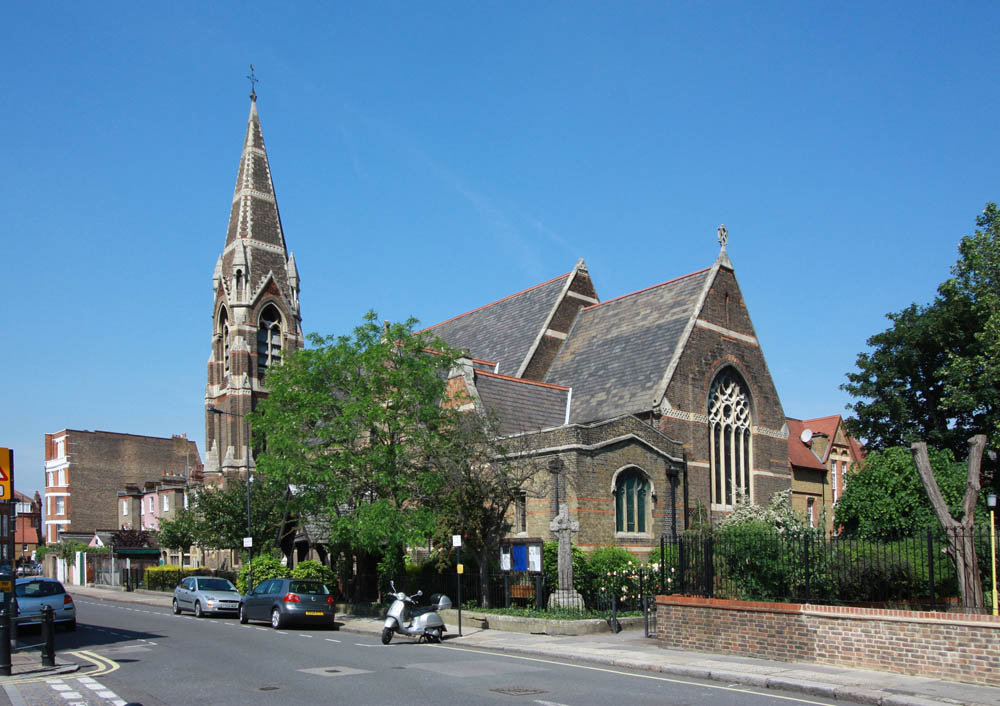
富勒姆聖安得烈堂

### 1879年–1907年﹕組成及南部聯賽時期
富勒姆於1879年以「富勒姆聖安德烈堂主日學足球隊」（Fulham St Andrew's Church Sunday School F.C.）的名稱成立，由倫敦西肯辛頓星道（Star Road）一間英格蘭教會教堂，富勒姆聖安得烈堂（St Andrew's, Fulham Fields）一眾擅長木球的信徒所組成。富勒姆的主教堂只今仍存，堂內並有銘牌記載球隊成立的歷史。1887年球隊贏得西倫敦業餘盃（West London Amateur Cup），1888年12月球隊名稱由「富勒姆聖安德烈」縮短成現今的名稱，1893年首次參加西倫敦足球聯賽即贏得冠軍。
富勒姆可追溯其中一套最早的隊服是1886年至1887年球季所穿著，當時球隊以半紅半白的球衣配搭白色球褲作賽。
富勒姆於1896年開始以現今的卡雲農舍球場為主場，球隊首次坐鎮卡雲農舍對陣的球隊是現已無存，當時球隊的宿敵之一米娜娃足球隊。以職業球隊來說，富勒姆是現今南英格蘭地區其中一支最古老的球隊，但如果非職業球隊亦計算在內的話，則尚有眾多比富勒姆歷史更悠久的球隊，例如位於肯特郡的克雷流浪就比富勒姆早成立數十年。
1898年12月12日球隊獲得職業資格，同年球隊被接納加入南部聯賽乙組角逐。富勒姆是倫敦第三支由業餘轉為職業的球隊，緊隨1891年的阿仙奴（當時稱皇家阿仙奴）和1893年的米禾爾之後。1896/97年度球季，球隊再次採用紅與白色作為隊服配色。
1902/03年度球季，球隊奪得南部聯賽乙組冠軍，下季得而升級聯賽甲組角逐。1903年，球隊有紀錄以來首次穿起全白色上衣，在此之後球隊基本上確立以白色球衣和黑色球褲為隊服配色，球襪配色則經歷無數不同白與黑色款式的變化，直至今天一般為全白色。球隊於1905至1907年連續兩個球季贏得南部聯賽甲組冠軍。

### 1907年–1949年﹕加入足球聯賽

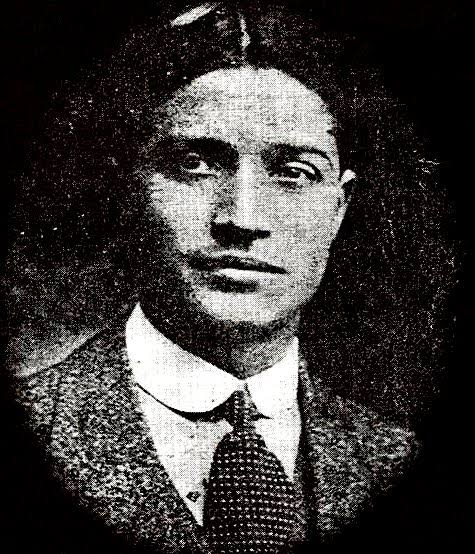
海珊·赫加齊

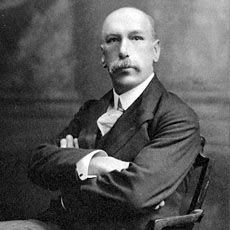
亨利·諾里斯

富勒姆於連續贏得兩個南部聯賽冠軍之後加入足球聯賽。1907/08年度球季球隊加入足球聯賽乙組，1907年9月首場聯賽比賽主場對侯城以0–1的比數見負。數日後球隊迎來了首場聯賽比賽勝利，作客打比郡棒球場球場（Baseball Ground）以1–0勝出。該季最终富勒姆排名第四，三分落後於升級席位，無緣升級。杯賽方面，該季富勒姆一直於足總盃高歌猛進，包括曾經作客以8–3擊潰盧頓。但富勒姆最終於四強止步，對紐卡素以0–6大敗。這場比賽仍然是至今有紀錄以來足總盃四強比賽最大比數的敗仗。兩年後的1909/10年度球季，富勒姆贏得倫敦挑戰者盃。隨後知道，富勒姆首季加入乙組獲得的第四名已經是其之後21年乙組聯賽生涯所能取得的最高排名，直至1927/28年度球季，球隊降級至1920年建立的南區丙組聯賽。1911年曾效力球會的埃及裔前鋒海珊·赫加齊是當時足球聯賽首批非來自不列顛地區的球員之一，他只曾為球隊上陣一場並打進一球，隨後轉投非聯賽球隊杜爾維奇。
在這個時期，商人和政治家亨利·諾里斯擔任球會主席，間接上亦因為他，造就了富勒姆當區宿敵車路士的成立。諾里斯拒絕了商人蓋斯·米爾斯提出，租借現今史丹福橋球場所位處的土地予球會作為新主場的建議。米爾斯之後決定成立自己的球隊使用該土地，這支球隊就是日後的車路士。1910年開始諾里斯同時成為阿仙奴的球會主席。1926年富勒姆成為不列顛首支在球場售賣熱狗的球隊。1920年代富勒姆擁有數名著名國家隊球員，包括萊恩·奧利佛和阿爾伯特·巴瑞特等人。
富勒姆降入南部丙組聯賽的首三個球季分別獲得第五、第七及第九名（廿二隊內），直到1931/32年度球季球隊終贏得丙組聯賽冠軍。當季富勒姆42場聯賽當中取得24場勝利，攻入111球，當中有一場以10–2擊敗托基聯，最終成績得以重回乙組聯賽。1932/33年度球季球隊最終錯過了兩季連續升班的機會，以乙組第三名完成，排名僅次於熱刺和史篤城之後。之後數個球季富勒姆的表現好壞參半，1935/36年度球季球會曾再次打入足總盃四強。1936年德奧合併前，富勒姆亦曾與奧地利國家隊比賽，比賽結果握手言和。1938年10月8日，卡雲農舍球場迎來有史以來最高人數入場紀錄，與米禾爾的比賽吸引了一共49,335人到現場觀戰。
1939年第二次世界大戰的爆發嚴重干擾了聯賽和盃賽賽事的進行，聯賽暫時被分為各自地區的聯賽，全國盃賽上則設立足球聯賽戰爭盃與倫敦戰爭盃供各隊競逐。與很多其他球場一樣，卡雲農舍球場當時亦成為青年預備役軍人訓練的地方。戰後，1946/47年度球季開始一個完整的全國性聯賽正式恢復。經歷三個球季之後的1948/49年度球季，富勒姆以24勝9和9負的成績（與17年前奪得丙組聯賽的成績相同）奪得乙組聯賽冠軍。1948年球員約翰·福克斯·華生轉會至皇家馬德里，成為首批轉會到國外著名球會的英國球員之一。

### 1949年–1970年﹕甲組聯賽生涯
升班至甲組聯賽後的富勒姆成績並不理想，首兩個球季分別以第十七名及第十八名完成。第三個球季（1951/52年度球季）在廿二隊中更排名榜末，只贏得四十二場中的八場。1951年5月20日，富勒姆隊史上首次來到北美洲，於蒙特利爾迪洛里米耶球場二萬九千名觀眾前與些路迪進行表演賽。

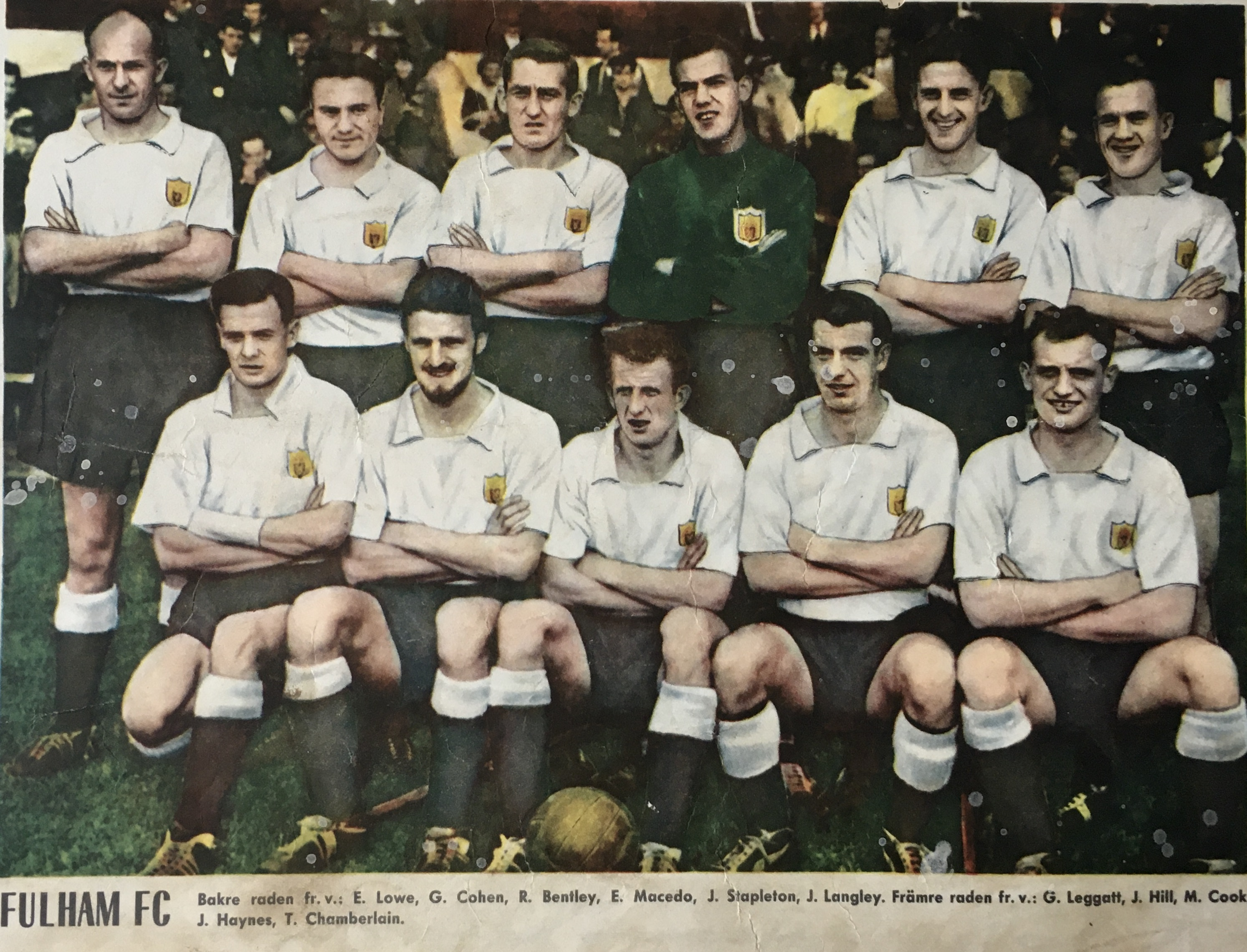
1958年富勒姆的球隊陣容，前排左四為約翰尼·海恩斯。

球會歷史上最有影響力的球員可能是約翰尼·海恩斯。日後被稱為「富勒姆先生」或 「大師」的海恩斯，於1950年以球員學徒身分加入農場主，1951/52年度球隊最終降級的一季，他於當季的拆禮物日對陣修咸頓時於卡雲農舍球場首次代表隊伍出場。海恩斯一共效力富勒姆長達18年，出場次數達657次（他亦打破過其他很多球會紀錄），1970年1月17日他最後一次代表富勒姆比賽。海恩斯被視為球隊史上最偉大的球員，他球員生涯並未效力過其他球隊。海恩斯曾為英格蘭國家隊上陣五十六次（廿二次作為隊長），大部分時間都是替球會在乙組比賽的時候被征召。1962年海恩斯在黑池遇上了交通意外，據他自己認為，他再也沒有恢復到能夠為英格蘭隊效力的所需健康或狀態，因而錯過了他本應有機會入選，最終奪得1966年世界盃冠軍的英格蘭隊。2005年海恩斯再次遇上車禍並傷重去世，卡雲農舍球場的史提芬納治路看台（The Stevenage Road Stand）之後被改名為約翰尼·海恩斯看台（The Johnny Haynes Stand）以紀念他。
1957/58年度球季富勒姆再次打入足總盃四強，亦是海恩斯球員生涯中在英格蘭本土盃賽上最接近勝利的一次。球隊在四強重賽中被上個月在慕尼黑空難中遭受重創的曼聯畢士比寶貝球隊的殘部所淘汰。曼聯是當季足總盃富勒姆首支遇到的頂級聯賽球隊。1958/59年度球季富勒姆於乙組聯賽以第二名完成，僅次於錫周三之後，下季得以重回甲組聯賽。1958年格雷厄姆·萊格特亦加盟富勒姆，他於之後的277場比賽中攻入134球，成為球隊歷史上首席射手排行榜的第五位。接著的1959/60年度球季富勒姆以甲組聯賽第十名完成，是球隊直至2003/04年度球季在英超以第九名完成之前，在頂級聯賽所獲得的最佳成績。1962年富勒姆再次打入足總盃四強。在這個時期，卡雲農舍球場平均每場賽事都有30,000名以上球迷進場觀賽，儘管球隊於聯賽的表現不算十分理想。
在征戰甲組聯賽的大多數球季之中，球隊並没有贏得任何主要的錦標，而且基本上球隊都要為護級而戰，但是很多時候都能夠驚險過關，而過程中亦獲得過球迷的不少尊重，而數當中最驚險的一次發生在1965/66年度球季。在1966年2月26日早上之前，富勒姆仍然以29場得15分的成績在聯賽墊底。但是球隊竟然在之後剩餘的十三場比賽中取得九勝二和，戲劇性地護級成功。但富勒姆最終仍然在1967/68年度球季後降班，該季球隊在四十二場比賽中只取得十場勝利。然而屋漏偏逢連夜雨，球隊於一個賽季之後在乙組聯賽再次遭逢降班。當季富勒姆於乙組聯賽四十二場比賽中只取得七場勝仗，需要降級至英格蘭丙組足球聯賽。

### 1970年–1994年: 頂級聯賽外浮沉

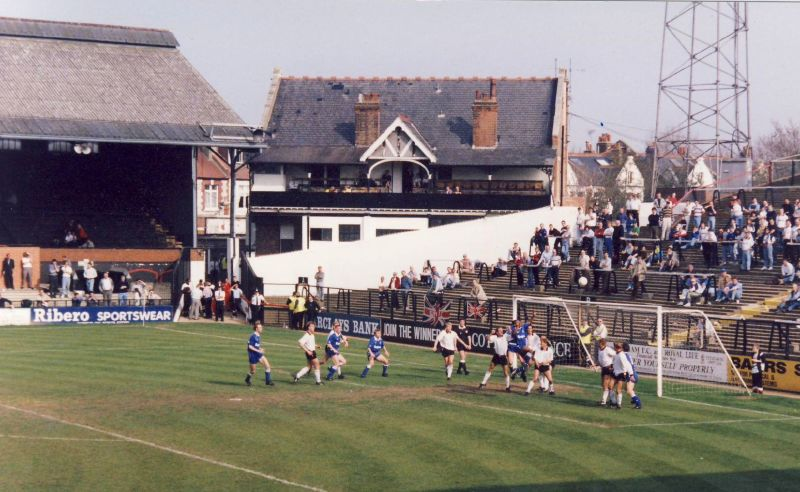
1987年的卡雲農舍球場，當時看台仍有企位

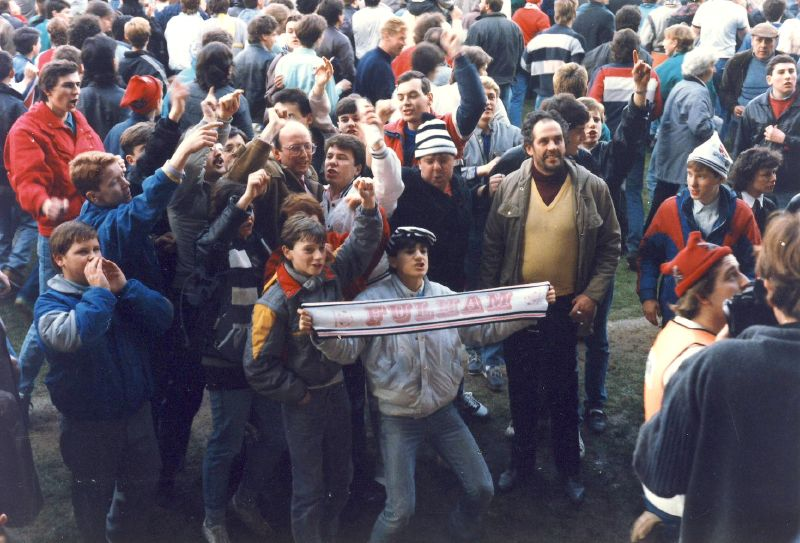
1987年富勒姆球迷衝入球場，抗議當年打算拆卸卡雲農舍球場的計劃

降入丙組聯賽兩季後的1970/71年度球季，富勒姆取得丙組聯賽亞軍，來屆返回乙組聯賽作賽。1972/73年度球季富勒姆獲邀參加英義盃，球隊四場參與比賽中均與對手打成平手。1970年代中，球隊在亞歷克·史托克的帶領下引入了多名優質球員，包括阿倫·穆萊利和波比·摩亞等人。富勒姆先後五次於四強止步之後，終於在1975年打入足總盃決賽。結果於溫布萊球場以0–2負於韋斯咸，屈居亞軍。直至今日這仍然是球隊唯一的一次闖入足總盃決賽。這亦令球會有機會參與另一項歐洲盃賽英蘇盃並打入決賽，最終又輸給米杜士堡。
1976/77年度球季英格蘭著名球員佐治·貝斯曾為富勒姆出場47次。曾於1960年代跟隨球隊由青年軍升至一線隊球員的羅德尼·馬殊亦在同季回歸球隊，但只出場過16次。這幾個球季是球隊史上最成功的一段時期之一。
1979/80年度球季球隊於42場比賽中只嚐11勝，需要再次降級，最終導致1980年10月領隊卜比·甘保被辭退，領隊一職由馬琴·麥當奴所取代。麥當奴執掌的1980年至1984年間，他將富勒姆打造成一支擁有強大陣容的球隊（包括雷·候頓、托尼·蓋爾、保羅·柏加、格里·佩頓和雷·利文頓等球員），並因此於1981/82年度球季奪取升班資格重返乙組。但是就在球隊確定升班前的數星期，曾於1980年至1981年為球隊效力的後衛戴夫·基文特因憂鬱症自殺身亡，為球隊升班蒙上一層陰影。
1980年，富勒姆組織了一支欖球隊「富勒姆欖球聯賽隊」（Fulham Rugby League Football Club）（現時的倫敦野馬隊），打算透過參與欖球聯賽為球會增加額外收入。欖球隊亦以卡雲農舍球場為主場，加入欖球聯賽次級聯賽作賽。但之後的四年欖球隊經歷兩升兩降，結果仍然停留在次級聯賽，更令球會財政造成重大損失。最終於1984年球會高層放棄繼續投資欖球隊，欖球隊脫離球會獨立運營。
1978年，富勒姆簽入戈登·戴維斯，在他兩度效力球會期間，在各項比賽中一共攻入178球，成為球隊歷史上的首席神射手，紀錄至今仍未被打破。1982至1983年球季，富勒姆於球季最後一場比賽作客打比郡，比賽至88分鐘，球隊仍落後0–1，但之後由於有球迷衝入球場，球賽被迫腰斬。但難以理解的是聯賽當局之後並沒有為這場比賽安排重賽或繼續剩餘時間，而是直接判決富勒姆以0–1落敗。就這樣，富勒姆最終僅僅以一分之差與升班席位刷身而過。之後球會債台高築的情況逐漸影響了球隊的成績，所以到了球隊1986年賽季後需降級丙組亦不令人意外。1987年富勒姆蘊釀與昆士柏流浪合併，這個不明智的舉動幾乎令球會瀕臨解散。幸好著名足球評述員，前球員吉米·希爾阻止了此事發生，他成立了新公司令球會得以維持運作。同年，球會於英錦標與艾迪索特的賽事，在十二碼階段中雙方需互射28次才能分出勝負，打破了射十二碼最長時間紀錄。
1992年英超成立，22支球隊脫離足球聯賽系統加入英超，讓富勒姆在新制下「返回」足球聯賽乙組（第三級別）比賽。可是球隊經歷一個差劣的1993/94年度球季之後需再降級至新制的丙組聯賽（第四級別），降級後伊恩·班霍治被任命為新領隊。

### 1994年–1997年: 富勒姆歷史最低谷
班霍治首季（1994/95年度球季）帶領球隊在聯賽取得第八名，但之後一季（1995/96年度球季）球隊在二十四隊中只排名第十七，創下球會有史以來在各級聯賽之中的最低排名。班霍治隨後被解除領隊職務，但仍短暫留隊擔任其他職位。1996年2月，米奇·阿當斯被任命為球員兼領隊。阿當斯帶領球隊成績止跌回升，避免了球隊跌入護級漩渦。之後一季（1996/97年度球季）阿當斯帶領球隊取得聯賽第二名，來季升回乙組（第三級別）。當季富勒姆實際上與首名的韋根同分而且得失球差領先，但賽會該季起放棄本來使用得失球差計算的方法，而改用進球數目排出名次，導致最終進球數目落後的富勒姆失落冠軍。諷刺的是這次賽例改動實際源於球會主席吉米·希爾於1992年提出的爭論，他提出兩支球隊同分情況下應以進球數排出名次，隨後一眾聯賽球會經過投票通過這一改動。

### 1997年–2001年: 阿法耶茲收購球隊

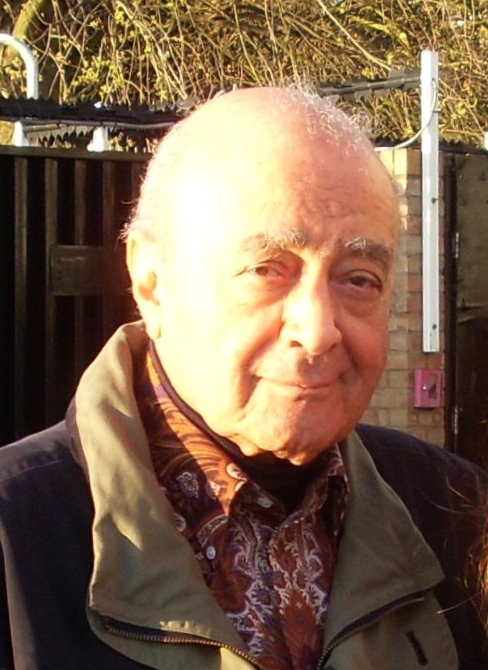
阿法耶茲，球會前任班主

埃及裔富商阿法耶茲於1997年夏天作價六千二百五十萬英鎊收購球會。阿法耶茲經由購買球會主席比爾·麥迪文（Bill Muddyman）麥迪文集團（Muddyman Group）買得球會的擁有權。富勒姆得到他的財力支持，開始了升上英超之路。1997年球季開始後球隊排在英乙聯賽中游位置，阿法耶茲隨後替換了領隊阿當斯。阿法耶茲之後設立了雙管理制度，聘請了雷·韋建士擔任一線隊領隊，奇雲·基瑾出任首席運營總監，期望兩人組成「夢幻隊伍」，確保球會能夠在五年內升至英超聯賽。1998年5月，韋建士因對球員選擇產生分歧而離開球會，球隊改由奇雲·基瑾全權帶領。隨後一季基瑾以一百一十萬鎊從西布朗簽入保羅·佩茨索利多，並幫助球隊在可取的138分中取得101分，以極大優勢奪得冠軍得而升班甲組（第二級別）。佩茨索利多成為球隊神射手，基斯·高文則為球隊隊長。高文的身價是當時英格蘭首兩級別聯賽球員之外最高的。
1999年基瑾離開球隊執教英格蘭國家隊，球隊改由保羅·布拉切韋爾執教。2000年，隨著球隊成績從季初有力爭標下跌至最終僅以中游完成，布拉切韋爾於3月被解僱。法國籍領隊让·蒂加纳成為新領隊，並簽入一批年輕球星（包括法國前鋒路易·薩哈），他於2000/01年度球季帶領富勒姆於五年內第三次升班，令球隊於1968年後首次返回頂級聯賽角逐。該季富勒姆再次於可得的138個聯賽積分內取得101分，球隊確定升班英超後於區內富勒姆宮路（Fulham Palace Road）舉行開蓬巴士巡遊慶祝。富勒姆是首支兩度在聯賽取得過百分的球隊。這一季當中，球員基斯·高文遭遇車禍受傷，需要休養一年。最後高文始終未能完全康復，需要提早結束球員生涯。在不斷攀升的這數年之間，球隊陣容的變化相當大，只有一位球員西恩·戴维斯代表球隊參加過所有四個級別的聯賽。

### 2001年–2007年: 早期於英超的富勒姆
富勒姆返回頂級聯賽的同時，亦是其首次踏足英超。2001/02年度球季後富勒姆排名第十三位。富勒姆是踏入21世紀後唯一一個頂級聯賽主場仍然擁有站立區域的球隊，而這是希斯堡慘劇之後的泰萊報告書中說明並不容許繼續存在的。從次級聯賽升至英超後的球隊有三年時間將球場改建為全座席看台。因此於2002年至2004年兩季時間，在卡雲農舍球場改建期間，球隊被迫與昆士柏流浪共用洛夫特斯路球場為主場。球隊借用球場期間，阿法耶茲被揭發向一間地產公司售出卡雲農舍球場用地的優先發展權，這令不少球迷擔心球會是否仍會回到卡雲農舍。2002/03年度賽季，富勒姆大部分時間都在聯賽榜下半版徘徊。球會主席阿法耶茲告知領隊泰簡拿球會季尾後不再與其續約。但是之後在聯賽尚餘五場，而且球隊尚有降班危機的時候，球會突然提早解僱泰簡拿，改由基斯·高文臨時領軍。最後富勒姆在可得的15分中取得10分，順利避免了降班危機。隨後2003年夏天基斯·高文被正式任命為領隊。儘管季前分析普遍認為執教經驗不足的高文會令富勒姆來季降班，但最終結果卻是，2003/04年度球季在高文的帶領下，球隊排名當時史上最高的聯賽第九位。若富勒姆不是因財政壓力而以一千三百萬鎊將沙夏賣到曼聯的話，球隊甚至可能可以獲得更高排名。
阿法耶茲2004年指控前領隊泰簡拿之前收購球員時令球會多付了七百萬鎊，而且秘密斟介球員，但最終法庭判決球會一方敗訴。
高文在2004/05年度球季再次帶領球隊取得令人滿意的成績，以聯賽第十三位完成。下一球季球隊聯賽排名上升一級，以聯賽第十二位完成。這季球隊的高光時刻是在西倫敦打呲中主場以1:0擊敗同區宿敵、聯賽冠軍車路士，車路士在之前兩年半內只曾輸過兩場。2006/07年度球季是高文帶領的最後一個球季，2007年4月10日，球隊與高文即時解約。球隊改由北愛爾蘭國家隊教練羅利·山齊士領軍。在山齊士擔任臨時主帥的所有五場比賽中，球隊只能取得四分。幸而倒數第二場對著陣容被削弱的利物浦以1–0勝出，最終成功保住英超席位。山齊士於季後被正式任命為領隊。

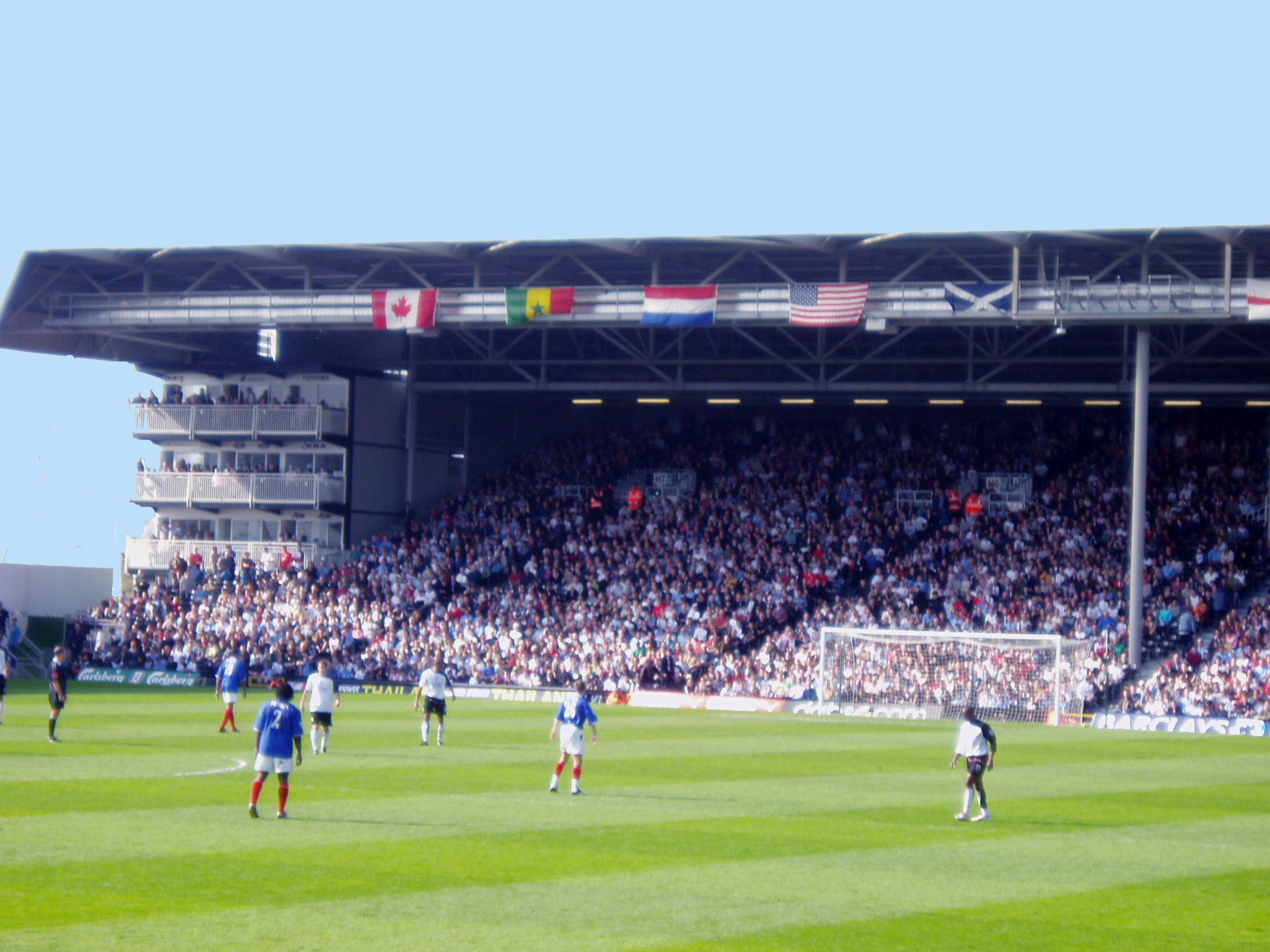
富勒姆（白色球衣）在哈默史密夫看台的球迷面前對陣樸茨茅夫 （藍色球衣）
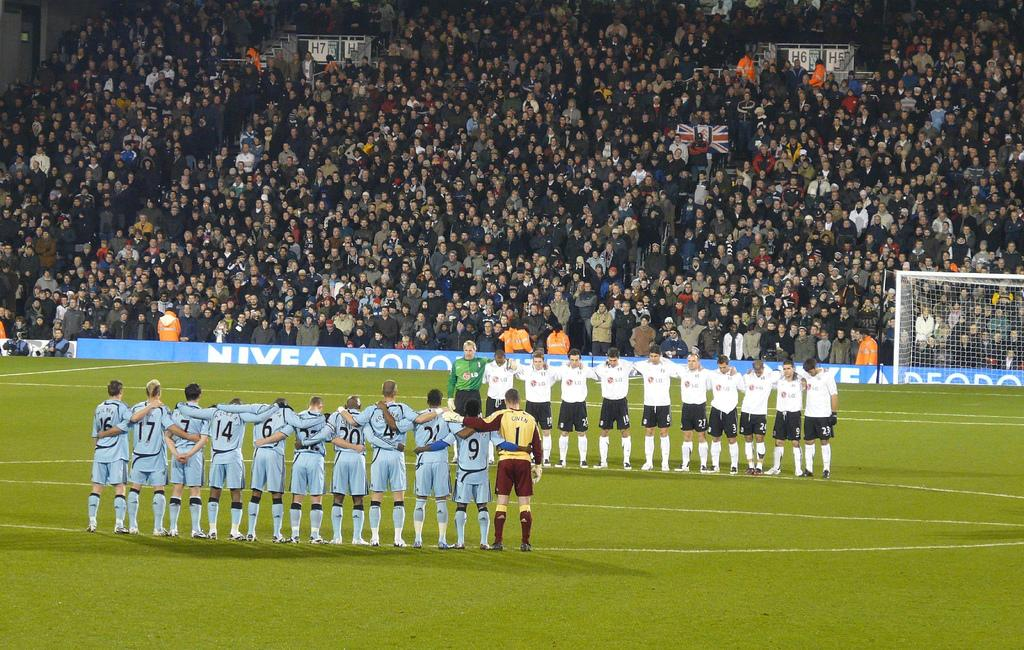
紀念前球員吉姆·蘭利（英语：Jim Langley）逝世的一分鐘默哀儀式
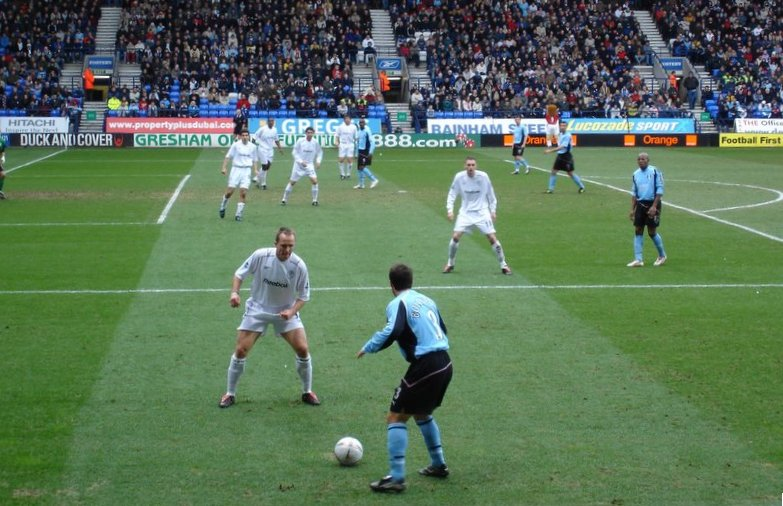
富勒姆於2004/05年度足總盃賽事穿著淺藍色作客球衣對保頓。
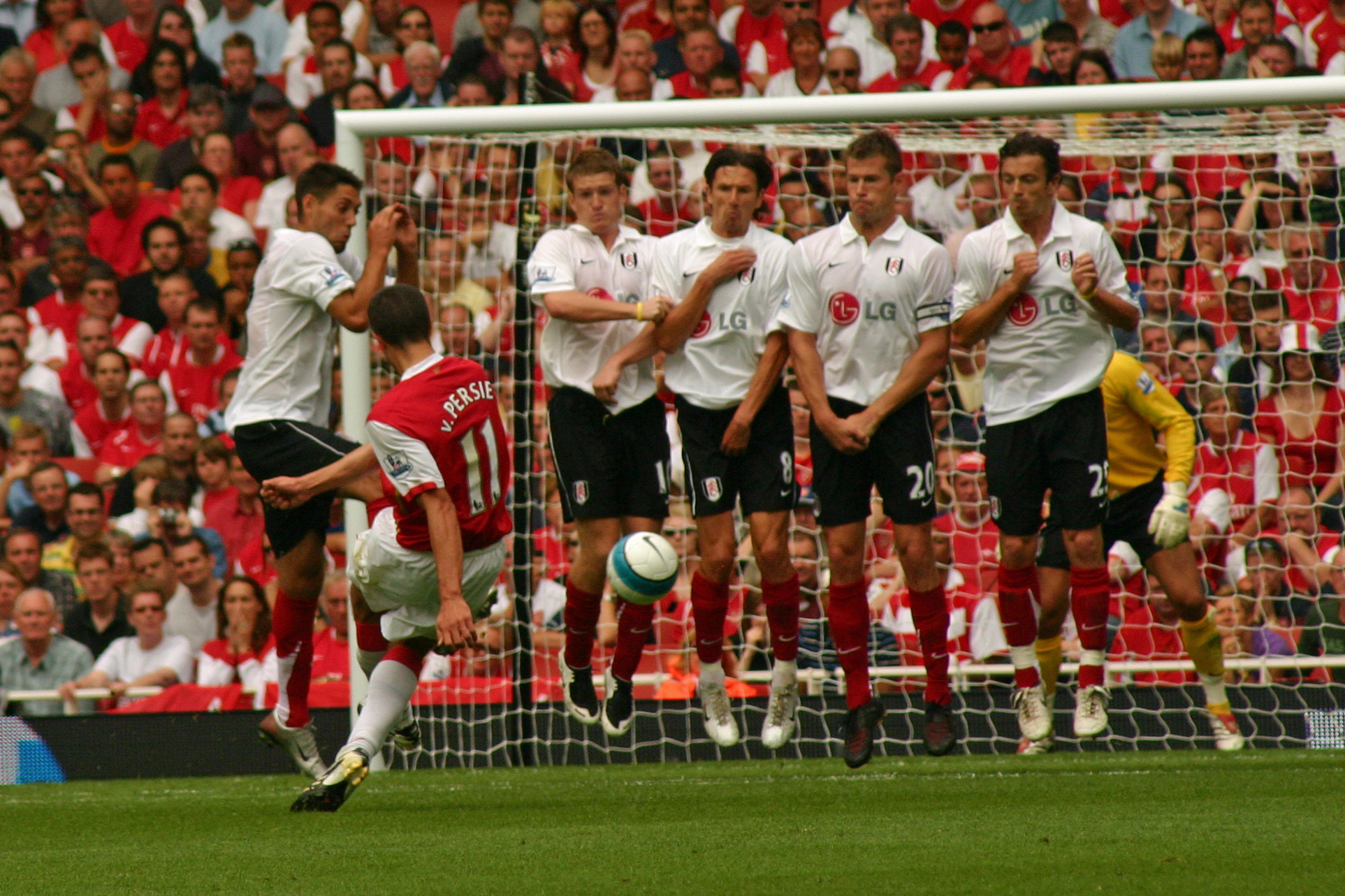
罗宾·范佩西開出自由球，富勒姆球員組成人牆。

### 2007年–2010年: 鶴臣對球隊的轉型

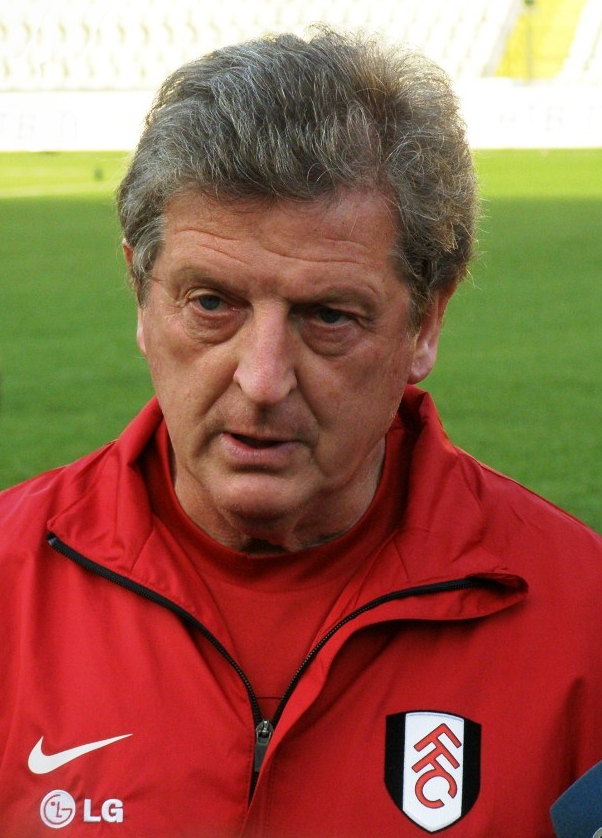
擔任富勒姆領隊時的萊·鶴臣

山齊士季前暑假期間獲得球會高層強力的財政支持，簽入大批球員，但是開季後成績強差人意，開季後五個月只取得兩場勝仗，球隊深陷降級區域，最終山齊士於2007年12月21日球隊負於紐卡素後被解僱。萊·鶴臣於2007年12月28日被任命為新任領隊，同月30日鶴臣接掌球隊，鶴臣接掌後兩日冬季轉會窗就已經開放。
鶴臣領軍初期球隊成績未有顯著提升，直到一個月後對阿士東維拉憑藉布拿特的罰球進球才打開勝利之門。但富勒姆之後頹勢未止，4月主場對護級對手新特蘭以1:3落敗後，鶴臣在賽後記者會中眼泛淚光，一眾球評亦認為富勒姆的護級機會微乎其微。儘管充斥著傳媒的負面報道，鶴臣仍然相信球隊可以逃出生天。球隊護級的轉捩點發生於倒數第三場，作客曼城的一場比賽。這場比賽的上半場，富勒姆表現仍然欠佳，半場結束的時候，富勒姆以0–2落後，根據當時的比數下完場，富勒姆將會即時降班。但奇蹟的是，半場換入迪奧曼西·卡馬拉之後，下半場球隊的表現脫胎換骨，在卡馬拉梅開二度之下富勒姆最終反勝3–2全取三分。隨後富勒姆在主場面對同樣需要護級的對手伯明翰的關鍵六分戰中順利勝出，這讓保級的主動權已經掌握到自己手中。在得失球差大幅領先同分對手雷丁之下，最後一輪面對已經將心思放到他們第四次足總盃決賽的樸茨茅夫，只要取得三分球隊就能護級成功。
在比賽剩餘十五分鐘的時候，富勒姆仍然與對手互交白卷，而護級對手伯明翰城和雷丁則分別領先對手布力般流浪和打比郡，繼續維持這個比數完場的話，富勒姆很有可能降班。可是後來情節峰迴路轉，比賽戰至76分鐘，保拿特開出自由球找到梅菲，他頭錘一頂打入球隊決定勝局的一球，作客的球迷瘋狂地慶祝。鶴臣在所有人一致看低的情形下幫助富勒姆完成保級大業，過程中並打破數個球會紀錄，穩穩確立了他日後在球會歷史中的地位。當季球隊亦在公平競技榜僅僅以0.8分，落後於煞科戰中作客1–8大敗予米杜士堡的曼城排名第二，未能透過機制參與來屆歐霸盃。
2008/09年度賽季，富勒姆在英超最終以第七名完成，是球會有史以來最高的聯賽排名，並獲得歐霸盃外圍賽的參賽資格，是球隊歷史上第二次奪得歐戰的參賽資格。
2009/10年度賽季無可爭辯地是球會歷史上最成功的一個賽季。該季足總盃他們連續第二年闖入準決賽階段才被淘汰，聯賽方面最後數場比賽雖然只排出較弱的陣容出賽，但最終仍然以無護級壓力的第十二名完成。但是當季球隊最令人稱頌的，還是他們在歐霸盃的神奇之旅。當季他們意外地闖過一關又一關，最終殺入決賽，在漢堡的禾克斯公園球場對陣中途從歐冠盃降級轉戰歐霸盃的西甲球隊馬德里體育會，隊史上首次打入歐洲盃賽決賽。在決賽中90分鐘階段後雙方打成1–1平手，但加時賽階段下半場馬德里體育會憑著科蘭的入球最終以2–1擊敗富勒姆捧盃。但決賽的落敗並不能抹煞富勒姆當屆在歐霸盃賽的神奇表現，在分組賽力壓瑞士勁旅巴素利小組次名出線，三十二強賽兩回合計擊敗衛冕冠軍薩克達。十六強賽對意甲勁旅祖雲達斯首回合作客先以1–3落敗，但次回合的比賽被視為歷史上球隊表現最佳的一仗。球隊回到主場在再失一球的情況下，最後竟連入四球反勝晉級半準決賽，此戰至今仍然為很多富勒姆球迷津津樂道，稱為「奇蹟的一夜」。半準決賽對禾夫斯堡主客兩回合雙殺對手，準決賽對漢堡首回合互交白卷，次回合先失一球下以2–1反勝對手打入決賽，打碎對手在主場球迷面前捧盃的機會。鶴臣的表現令他當之無愧地奪得該季英格蘭年度最佳領隊的獎項。可是好景不常，當季結束後鶴臣被利物浦挖角而選擇離開球隊。

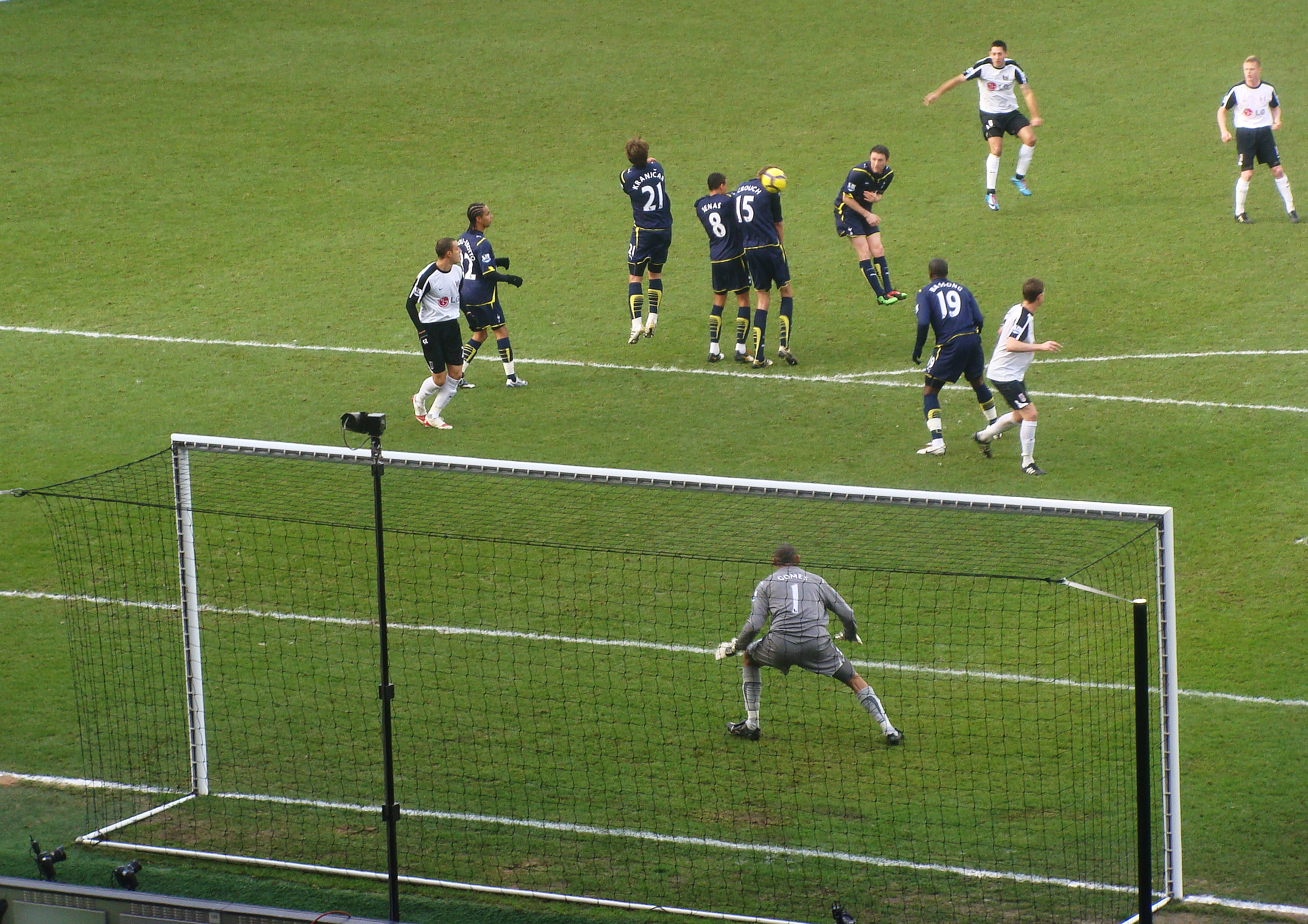
2009年英超聯賽對熱刺
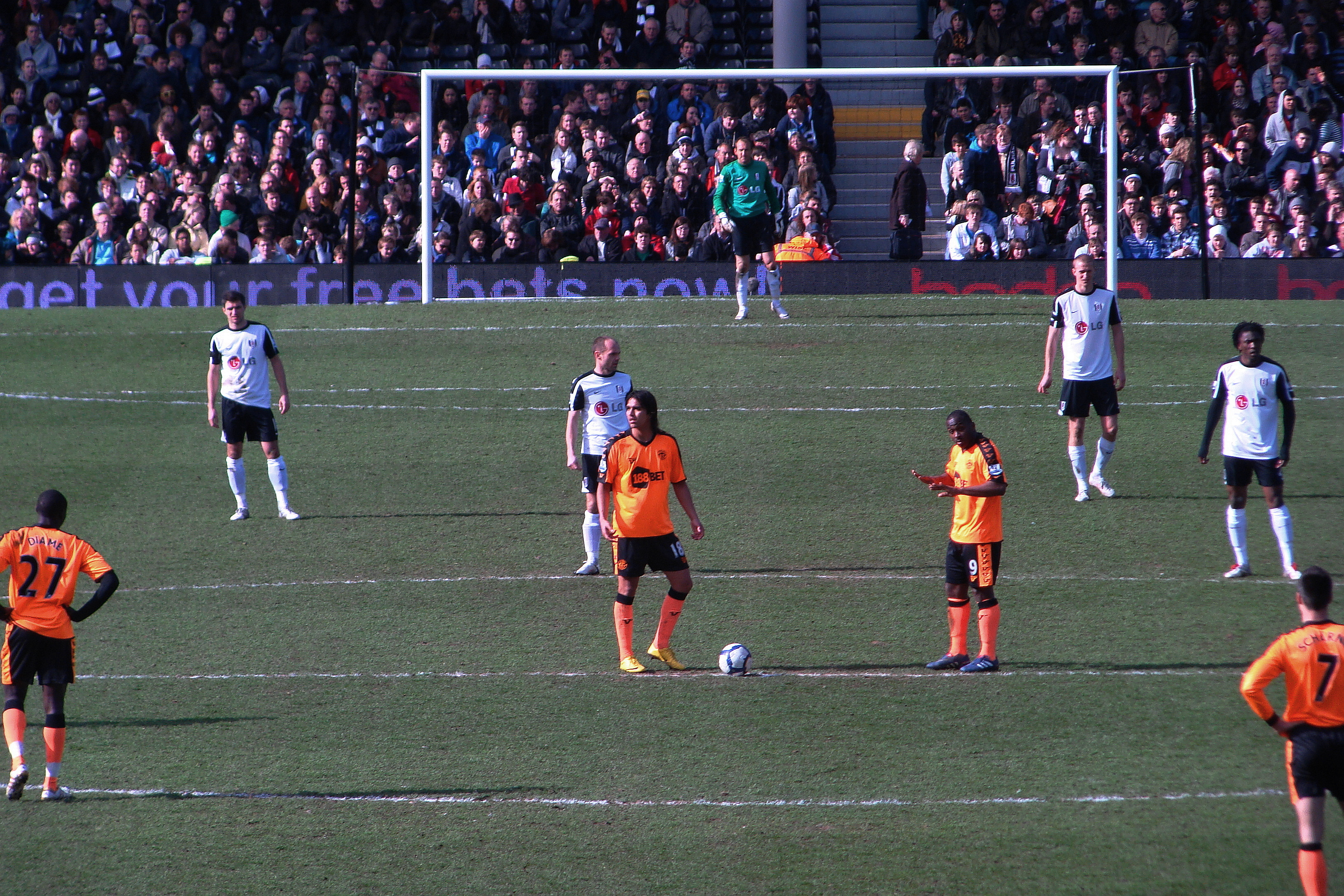
2010年英超聯賽對韋根
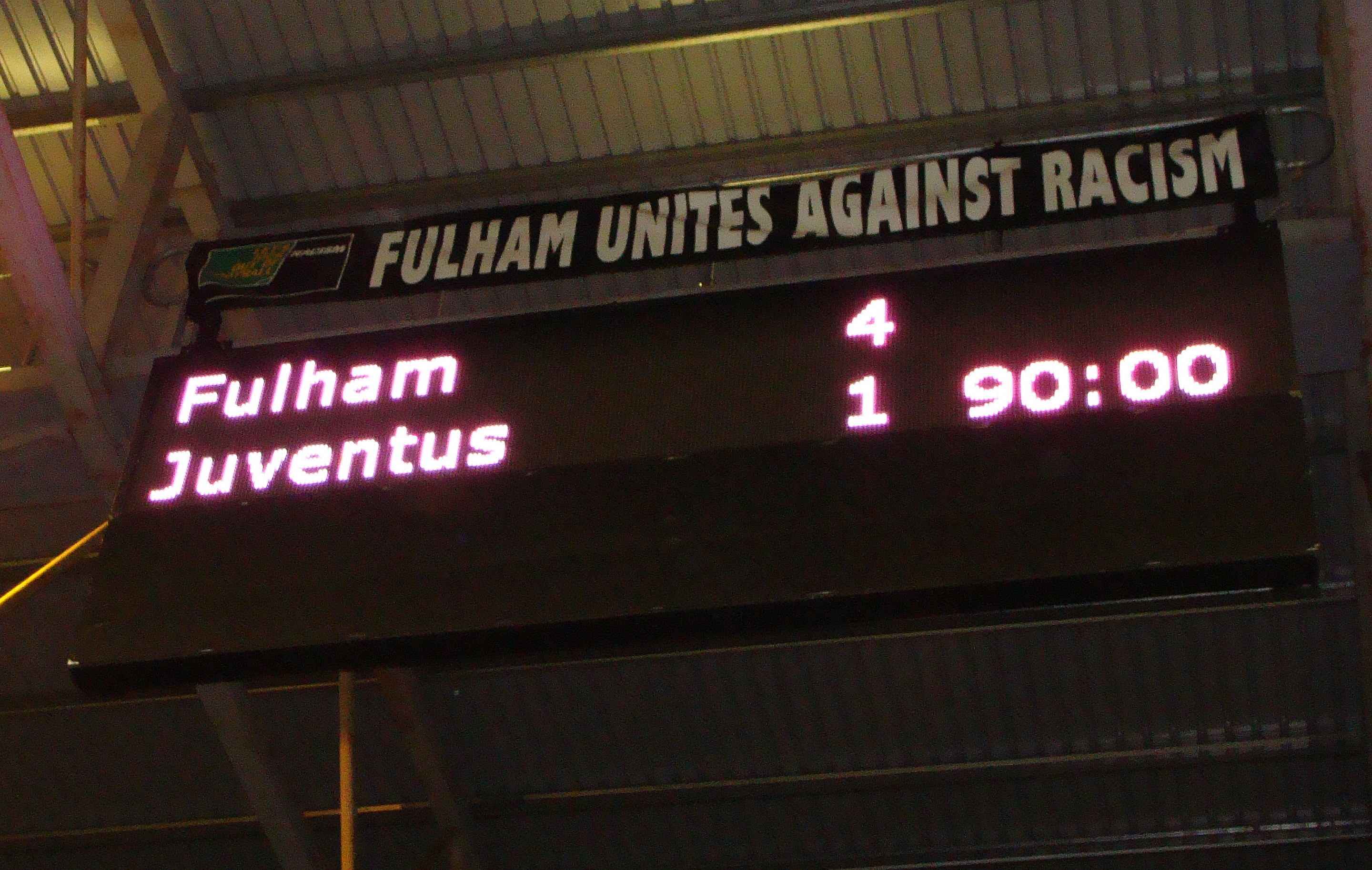
2009/10年歐霸盃十六強賽4–1反勝祖雲達斯 「奇蹟的一夜」
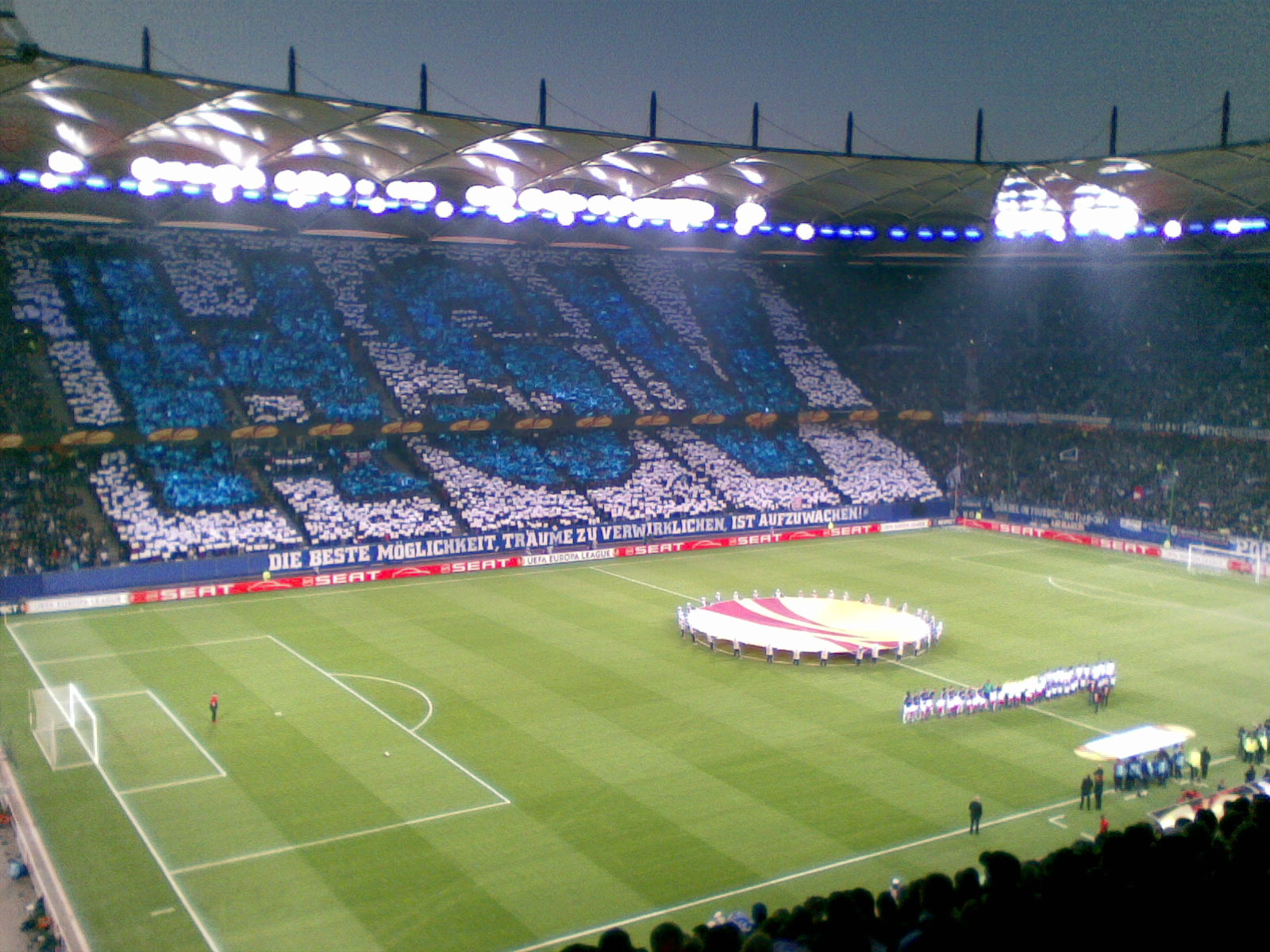
2009/10年歐霸盃決賽對馬德里體育會

### 2010年–2013年: 確立在英超的席位

奇連·丹普西於2007年至2012年間為富勒姆攻入當時破球隊紀錄的50球。

2010年7月29日，馬克·曉士被任命為新領隊接替鶴臣，與球會簽約兩年。曉士之前曾執教曼城、威爾斯國家足球隊和布力般流浪。曉士執掌球隊後的首場比賽是作客銳步球場對戰保頓。曉士執教首季的高光時刻是在足總盃賽事以4–0橫掃同城對手熱刺，所有入球均來自上半場。2011年6月2日曉士宣佈辭去領隊一職，執教時間只有少於11個月。當季球隊成績不俗，取得聯賽第八名，並以公平競技榜排名第一得以參加來屆歐霸盃外圍賽 。
2011年6月7日，馬田·祖爾與球會簽約兩年，接任曉士接任領隊。祖爾執教首仗是同月30日歐霸盃外圍賽第一圈賽事，作客法羅群島的NSI魯納維克結果以3–0大勝球隊在夏天舉行的歐霸盃外圍賽和附加賽階段中，晉級過程都比較順利。可是令人意外地球隊在分組賽階段的最後一場比賽，主場對小組榜末的奧丹斯，在比賽最後階段竟被對手追和2–2無法全取3分，結果最終小組排名被克拉科夫超越跌至第三，被淘汰出局。
2011/12年度賽季富勒姆的聯賽表現好壞參半，球隊延續了之前多個賽季主場強勢，卻不擅作客的毛病。2011年10月，球隊主場以6–0橫掃鄰居球隊昆士柏流浪，射手安祖·莊臣大演帽子戲法。2012年1月冬季轉會窗，射手卜比·森莫亞轉投洛夫特斯路，球隊從史特加購入俄羅斯前鋒普基尼耶克取代其位置。
2012年新年過後奇連·丹普西兩度上演帽子戲法。2012年2月11日，球隊2–1擊敗史篤城的比賽中普基尼耶克取得自加盟後的首個入球。2012年3月，球隊再以5–0擊潰狼隊，普基尼耶克首度上演帽子戲法。同年5月球隊作客晏菲路球場以1–0勝出，歷史上首次在默西賽德郡擊敗利物浦，同月球隊在該季最後一場主場比賽擊敗新特蘭，這意味著他們在尚餘一場比賽的情況下，只差一分就可追平球會歷史上英超最高積分紀錄。可是最後一場作客熱刺結果落敗無法刷新紀錄。
2012/13年度賽季，球隊在賽季最後一場比賽作客自由球場以3–0擊敗史雲斯，才終結了球隊連續七場不勝的走勢。當季球隊聯賽以第十二名完成。

### 2013年至今: 舍希德·汗入主

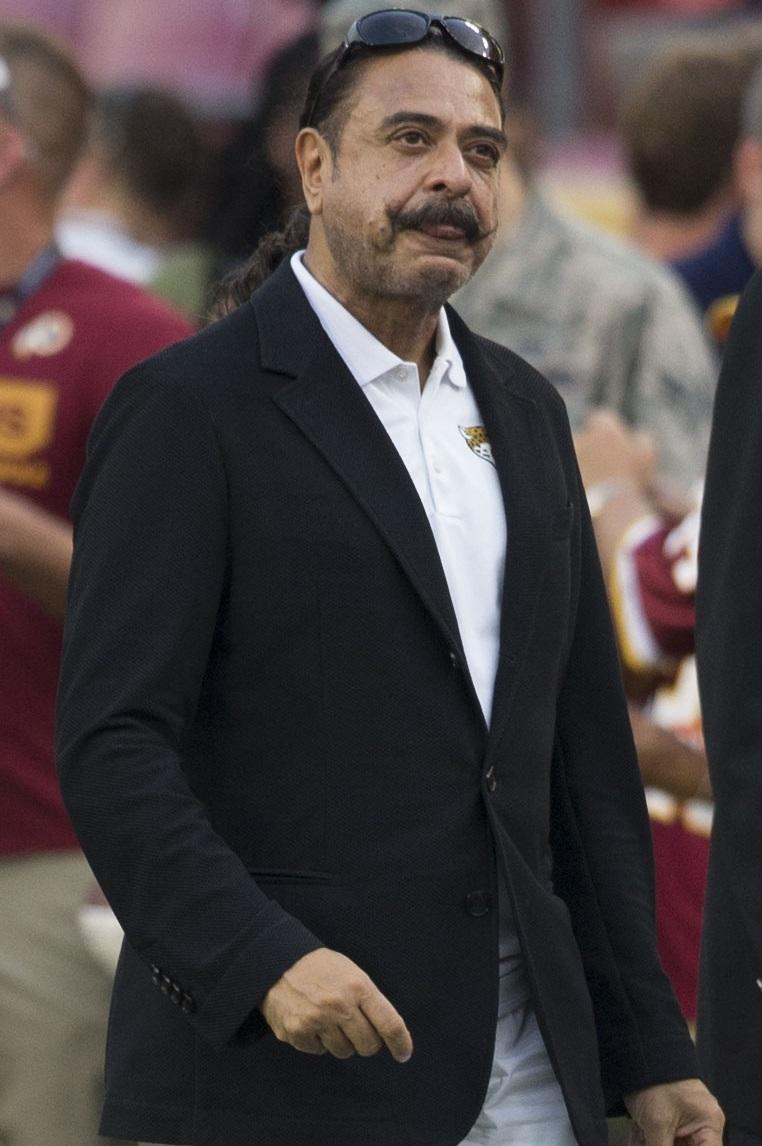
舍希德·汗，球會現任班主

2013年7月，入主富咸長達16年的阿法耶茲將股份售予美籍巴基斯坦裔的舍希德·汗，舍希德·汗成為英超第六位美籍班主。但舍希德·汗入主後的2013/14年度賽季，球隊開季後表現差劣，十三場比賽後只取得十分，陷入降班危機， 馬田·祖爾於2013年12月被解僱，雷內·梅倫史甸接手成為首席教練。梅倫史甸執掌十七場比賽期間球隊表現未有改善，之後又被解僱，球會改為聘用德國人馬加夫擔任新領隊。但是命運始終未有眷顧富勒姆，球隊最終於5月3日作客史篤城以1–4落敗後，最終未能成功護級，確定於2014/15年度降落英冠，終止球會了連續十三年的英超生涯。

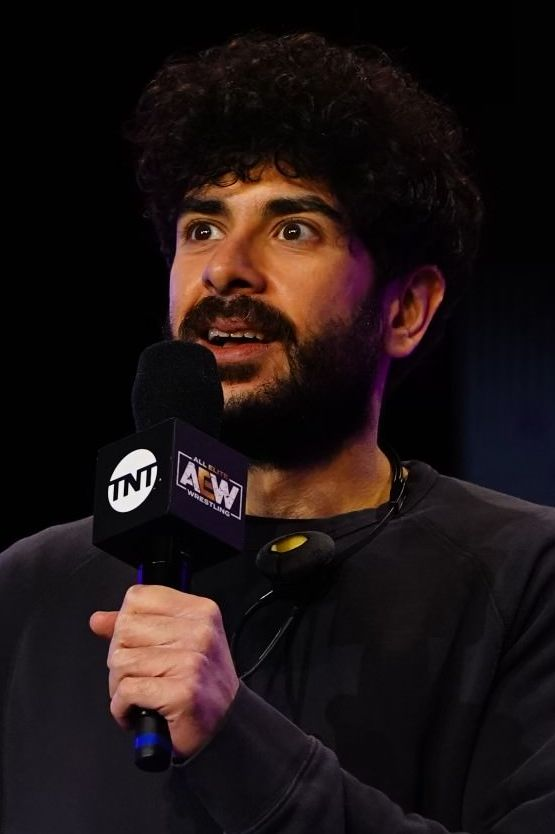
東尼·汗，球會副主席及足球營運總監

富勒姆降級後，在馬加夫帶領下，球隊以打破當時英冠轉會費紀錄之下花重金重組球隊陣容，但球隊在2014/15年度球季開季後的表現堪稱災難，七場比賽後僅得一分，2014年9月馬加夫被解僱，基特·西蒙斯成為看守領隊。當季富勒姆最終以第十七名完成。之後一季開季球隊的表現仍然十分飄忽，2015年11月，球隊於聯賽只排名第十二位，而當球隊該月在主場對伯明翰以5–2落敗之後，基特·西蒙斯於被解僱。2015年12月27日，祖簡奴域獲任命為新首席教練。球隊改由祖簡奴域帶領之後表現並沒有太大起色，最終該季球隊排名聯賽第二十名，但以十一分差距護級成功。
2016至2017年球季球隊的表現和成績大有提升。儘管開季初期仍有不穩，但自十月開始球隊表現有極大改進，最終球隊聯賽排名第六。球隊亦因而可以參與該季的升班附加賽，但對排名第三的雷丁最終兩回合計以1–2落敗而升班失敗。在這個時期，舍希德·汗任命自己的兒子東尼·汗為球會副主席及足球營運總監，並掌握球會總經理和體育總監的角色。之後一季球隊開季表現仍然慢熱，但之後卻達成二十三場連續不敗，一度有機會取得英冠首兩名直接升上英超的席位，但在最後一場聯賽不敵伯明翰，聯賽排名最終排名第三，僅僅與直接升班席位刷身而過。球隊在升班附加賽階段先擊敗打比郡，再於2018年5月26日舉行的升班附加賽決賽中擊敗阿士東維拉最終回歸英超聯賽。
該季球隊從紐卡素借入了亞歷山大·米特羅維奇直至球季結束，賽季後正式買斷。米祖域後來多季為球隊攻入超過一百球，名列球隊史上射手榜第八位。
可惜的是2018年富勒姆返回英超的那季開局表現差劣，2018年11月會方辭退帶領球隊升班的領隊祖簡奴域，改聘曾帶領李斯特城於2016年神奇奪得英超冠軍的雲尼亞里為新領隊。可惜雲尼亞里這次沒有帶給球隊有任何突破，他棄用了球隊的一些核心球員亦招來非議，最終雲尼亞里於2019年2月離開球隊。之後球隊委任前富勒姆球員史葛·柏加擔任看守領隊，但一季內第二次更換領隊的富勒姆未能改變球隊的頹勢，於2019年4月3日第33輪聯賽以1-4敗給屈福特後，提早五輪聯賽宣告護級失敗，來季降回英冠作賽。確定降班後，柏加於2019年5月10日獲轉正為正式領隊。之後一個球季雖受到新冠疫情的影響，柏加仍然帶領球隊取得英冠第四名，轉戰升班附加賽。富勒姆在附加賽先擊敗卡迪夫城，於2020年8月4日舉行的升班附加賽決賽球隊再以2–1擊敗同城宿敵賓福特，來屆再次回升英超。2020年重返英超的富勒姆，沒有像兩年前那樣一升班就大灑金錢增兵，以至季初表現明顯不及其他英超球隊，首循環十九場聯賽只取得兩場勝仗，長期陷於降班區。次循環富勒姆表現稍有起色，更爆冷擊敗上屆英超冠軍利物浦，但富勒姆擊敗利物浦後聯賽四連敗，漸被其他護級對手拋離，最後在2021年5月10日第35輪聯賽以0-2敗給護級主要競敵般尼後，提早三輪聯賽宣告護級失敗，來季再次降回英冠作賽。球隊再次降班後，柏加與球隊和平分手，球隊邀請前愛華頓領隊馬高·施華任教。
馬高·施華執教該季，富勒姆在第42輪比賽以3-0擊敗普雷斯頓，帶領球隊提早四場贏得2021年至2022年球季英冠冠軍。
五年內第三次回升英超的富勒姆，在2022年至2023年英超賽季的表現比前兩次升班大有改善。球季剛過半的時候，球隊排在聯賽榜第六位，一洗多年被喻為「升降機」的污名。富勒姆並曾在西倫敦打呲中以2–1取勝，近16年後再次擊敗死敵車路士，並自1966年4月以來再次在頂級聯賽中取得四連勝。最終富勒姆聯賽榜排名第十，不但成功留在英超，而且最終排名比同區的強隊車路士還要高。

## 大事紀年
| 年 份   | 事 項 |
| ------- | --- |
| 1898–99 | 加入南部乙組聯賽（倫敦分區） |
| 1899-00 | 南部乙組聯賽亞軍。鄰選賽以1-5負於泰晤士鐵廠（韋斯咸前身）不獲升級 |
| 1901-02 | 南部乙組聯賽冠軍。鄰選賽以1-3負於史雲頓不獲升級 |
| 1902-03 | 南部乙組聯賽冠軍。鄰選賽以2-7負於賓福特，因甲組增加隊數而獲升級甲組 |
| 1904-05 | 同時加入西部聯賽 |
| 1905-06 | 南部甲組聯賽冠軍。 |
| 1906-07 | 南部甲組聯賽冠軍（第二次）。西部甲A組聯賽冠軍，附加賽0-1負於甲B組冠軍韋斯咸 |
| 1907-08 | 獲選加入足球聯盟乙組聯賽。足總杯晉身四強 |
| 1928    | 乙組聯賽排第廿一位，降級南區丙組聯賽 |
| 1931-32 | 南區丙組聯賽冠軍，升級乙組 |
| 1935-36 | 足總杯晉身四強 |
| 1948-49 | 乙組聯賽冠軍，升級甲組 |
| 1952    | 甲組聯賽排第廿二位，降級乙組 |
| 1957-58 | 足總杯晉身四強 |
| 1958-59 | 乙組聯賽亞軍，升級甲組 |
| 1961-62 | 足總杯晉身四強 |
| 1968    | 甲組聯賽排第廿二位，降級乙組 |
| 1969    | 乙組聯賽排第廿二位，降級丙組 |
| 1970-71 | 丙組聯賽亞軍，升級乙組 |
| 1974-75 | 決賽0-2負於韋斯咸，足總杯亞軍 |
| 1980    | 乙組聯賽排第廿位，降級丙組 |
| 1981-82 | 丙組聯賽季軍，升級乙組 |
| 1986    | 乙組聯賽排第廿二位，降級丙組 |
| 1988-89 | 丙組聯賽第四位，附加賽第一輪兩回合累計0-5負於布里斯托流浪 |
| 1992-93 | 超聯成立，丙組改為乙組《III》 |
| 1994    | 乙組《III》聯賽排第廿一位，降級丙組《IV》 |
| 1996-97 | 丙組《IV》聯賽亞軍，升級乙組《III》 |
| 1997-98 | 僅以得失球差較高入球獲乙組《III》第六位，附加賽準决賽兩回合累計1-2負於 |
| 1998-99 | 乙組《III》聯賽冠軍，升級甲組《II》 |
| 2000-01 | 甲組《II》聯賽冠軍，升級英超 |
| 2001-02 | 足總杯晉身四強 |
| 2002-03 | 決賽兩回合累計5-3擊敗博洛尼亞，歐洲足協圖圖杯冠軍 |
| 2008-09 | 英超聯賽排第七位，是球隊在英超聯賽歷史上最高的排名，而同年亦因第5及第6位的球隊早已穩奪到歐洲足協盃參賽資格，所以富咸可以從中得到最後一個歐洲足協盃參賽資格，相隔6年後再在歐洲盃賽的舞台角逐 |
| 2009-10 | 首次晉身歐霸盃決賽，決賽1-2負於馬德里體育會，歐霸盃亞軍，是球會歷史上於歐洲賽之最佳成績 |
| 2013-14 | 英超聯賽排第十九位，降級英冠 |
| 2016-17 | 英冠聯賽排第六位，附加賽準決賽兩回合累計1-2負於雷丁 |
| 2017-18 | 英冠聯賽排第三位，附加賽準決賽兩回合累計2-1擊敗打比郡，溫布萊決賽1-0擊敗阿士東維拉，升級英超                                                                                                |
| 2018-19 | 英超聯賽排第十九位，降級英冠 |
| 2019-20 | 英冠聯賽排第四位，附加賽準決賽兩回合累計3-2擊敗卡迪夫城，溫布萊決賽2-1擊敗賓福特，升級英超                                                                                                  |
| 2020-21 | 英超聯賽排第十八位，降級英冠 |
| 2021-22 | 英冠聯賽冠軍，升級英超 |

### 盃賽成績
| 2021年 - 2022年 | 2021年 - 2022年 | 2021年 - 2022年 | 2021年 - 2022年 | 2021年 - 2022年           |
| 圈數            | 日期            | 主／客          | 對賽球隊        | 紀錄                      |
| 聯 賽 盃        | 聯 賽 盃        | 聯 賽 盃        | 聯 賽 盃        | 聯 賽 盃                  |
| --------------- | --------------- | --------------- | --------------- | ------------------------- |
| 第二圈          | 2021年8月25日   | 客              | 伯明翰          | 勝2 - 0                   |
| 第三圈          | 2021年9月22日   | 主              | 列斯聯          | 和0 - 0 互射十二碼負5 - 6 |
| 足 總 盃        |                 |                 |                 |                           |
| 第三圈          | 2022年1月8日    | 客              | 布里斯托城      | 勝1 - 0(加時)             |
| 第四圈          | 2022年2月5日    | 客              | 曼城            | 負1 - 4                   |

| 2022年 - 2023年 | 2022年 - 2023年 | 2022年 - 2023年 | 2022年 - 2023年 | 2022年 - 2023年  |
| 圈數            | 日期            | 主／客          | 對賽球隊        | 紀錄             |
| 聯 賽 盃        | 聯 賽 盃        | 聯 賽 盃        | 聯 賽 盃        | 聯 賽 盃         |
| --------------- | --------------- | --------------- | --------------- | ---------------- |
| 第二圈          | 2022年8月23日   | 客              | 卡維尼          | 負2 - 0          |
| 足 總 盃        |                 |                 |                 |                  |
| 第三圈          | 2023年1月7日    | 客              | 侯城            | 勝0 - 2          |
| 第四圈          | 2023年1月28日   | 主              | 新特蘭          | 和1 - 1 擇日重賽 |
| 第四圈重賽      | 2023年2月8日    | 客              | 新特蘭          | 勝2 - 3          |
| 第五圈          | 2023年2月28日   | 主              | 列斯聯          | 勝2 - 0          |
| 半準決賽        | 2023年3月19日   | 客              | 曼聯            | 負1 - 3          |

| 2023年 - 2024年 | 2023年 - 2024年 | 2023年 - 2024年 | 2023年 - 2024年 | 2023年 - 2024年                     |
| 圈數            | 日期            | 主／客          | 對賽球隊        | 紀錄                                |
| 聯 賽 盃        | 聯 賽 盃        | 聯 賽 盃        | 聯 賽 盃        | 聯 賽 盃                            |
| --------------- | --------------- | --------------- | --------------- | ----------------------------------- |
| 第二圈          | 2023年8月29日   | 主              | 熱刺            | 和1 - 1 十二碼勝5 - 3 總比數勝6 - 4 |
| 第三圈          | 2023年9月27日   | 主              | 諾域治          | 勝2 - 1                             |
| 第四圈          | 2023年11月2日   | 客              | 葉士域治        | 勝1 - 3                             |
| 半準決賽        | 2023年12月19日  | 客              | 愛華頓          | 和1 - 1 十二碼勝6 - 7 總比數勝7 - 8 |
| 準決賽首回合    | 2024年1月10日   | 客              | 利物浦          | 負2 - 1                             |
| 準決賽次回合    | 2024年1月24日   | 主              | 利物浦          | 和1 - 1 兩回合總比數負2 - 3         |
| 足 總 盃        |                 |                 |                 |                                     |
| 第三圈          | 2024年1月5日    | 主              | 洛達咸          | 勝1 - 0                             |
| 第四圈          | 2024年1月27日   | 主              | 紐卡素          | 負0 - 2                             |

| 2024年 - 2025年 | 2024年 - 2025年 | 2024年 - 2025年 | 2024年 - 2025年 | 2024年 - 2025年                         |
| 圈數            | 日期            | 主／客          | 對賽球隊        | 紀錄                                    |
| 聯 賽 盃        | 聯 賽 盃        | 聯 賽 盃        | 聯 賽 盃        | 聯 賽 盃                                |
| --------------- | --------------- | --------------- | --------------- | --------------------------------------- |
| 第二圈          | 2024年8月27日   | 客              | 伯明翰          | 勝0 - 2                                 |
| 第三圈          | 2024年9月17日   | 客              | 普雷斯頓        | 和1 - 1 十二碼負16 - 15 總比數負17 - 16 |
| 足 總 盃        |                 |                 |                 |                                         |
| 第三圈          | 2025年1月9日    | 主              | 屈福特          | 勝4 - 1                                 |
| 第四圈          | 2025年2月8日    | 客              | 韋根            | 勝1 - 2                                 |
| 第五圈          | 2025年3月2日    | 客              | 曼聯            | 和1 - 1 十二碼勝3 - 4 總比數勝4 - 5     |
| 半準決賽        | 2025年3月29日   | 主              | 水晶宮          | 負0 - 3                                 |

## 歷年聯賽戰績

富勒姆於1907年至2025年於聯賽的表現

富勒姆於2001年首次升上英超，目前英超最佳成績是在2008-09年度球季取得第七名，並取得歐霸盃外圍賽第三圈資格，當季獲得的53分聯賽積分是當時球隊的最佳紀錄。
2022年-23年度球季富勒姆重返英超表現優異，最終排名第十，更刷新了球隊於英超單季的勝利場數（15次）及進球數（55個）最高紀錄。2023年-24年度球季，在首席射手突然離隊而未能及時尋找替代者，以及受財政公平競賽原則而需限制球員收購之下，富勒姆仍然取得不俗成績，以第十三名完成賽季，早早脫離降班威脅，並再次追平上季造出的進球數（55個）最高紀錄。2024年-25年度球季，球隊繼續穩定發揮，長期位處積分榜上半版，在賽季尾段仍然有力競爭歐洲賽席位。最終球隊季尾表現下滑，以第十一名完成賽季，但獲得54個聯賽積分，仍打破了球隊有史以來在英超的最佳積分紀錄。
| 富勒姆最近數十年（1993年－2025年）聯賽成績列表 |                |                                  |      |    |    |    |      |      |      |                  |
| 賽季                                           | 參與聯賽       | 排名                             | 場數 | 勝 | 和 | 負 | 入球 | 失球 | 積分 | 當年聯賽冠軍     |
| 1992－1993赛季                                 | 英乙（第三級） | 第12名                           | 46   | 16 | 17 | 13 | 57   | 55   | 65   | 史篤城（93分）   |
| 1993－1994賽季                                 | 英乙（第三級） | 第21名（降班英丙）               | 46   | 14 | 10 | 22 | 50   | 63   | 52   | 雷丁（89分）     |
| 1994－1995賽季                                 | 英丙（第四級） | 第8名                            | 42   | 16 | 14 | 12 | 60   | 54   | 62   | 卡素爾聯（91分） |
| 1995－1996賽季                                 | 英丙（第四級） | 第17名                           | 46   | 12 | 17 | 17 | 57   | 63   | 53   | 普雷斯頓（86分） |
| 1996－1997賽季                                 | 英丙（第四級） | 亞軍（直接升班英乙）             | 46   | 25 | 12 | 9  | 72   | 38   | 87   | 韋根（87分）     |
| 1997－1998賽季                                 | 英乙（第三級） | 第6名（升班附加賽落敗）          | 46   | 20 | 10 | 16 | 60   | 43   | 70   | 屈福特（88分）   |
| 1998－1999賽季                                 | 英乙（第三級） | 冠軍（直接升班英甲）             | 46   | 31 | 8  | 7  | 79   | 32   | 101  | N/A              |
| 1999－2000賽季                                 | 英甲（第二級） | 第9名                            | 46   | 17 | 16 | 13 | 49   | 41   | 67   | 查爾頓（91分）   |
| 2000－2001賽季                                 | 英甲（第二級） | 冠軍（直接升班英超）             | 46   | 30 | 11 | 5  | 90   | 32   | 101  | N/A              |
| 2001－2002賽季                                 | 英超           | 第13名                           | 38   | 10 | 14 | 14 | 36   | 44   | 44   | 阿仙奴（87分）   |
| 2002－2003賽季                                 | 英超           | 第14名                           | 38   | 13 | 9  | 16 | 41   | 50   | 48   | 曼聯（83分）     |
| 2003－2004賽季                                 | 英超           | 第9名                            | 38   | 14 | 10 | 14 | 52   | 46   | 52   | 阿仙奴（90分）   |
| 2004－2005賽季                                 | 英超           | 第13名                           | 38   | 12 | 8  | 18 | 52   | 60   | 44   | 車路士（95分）   |
| 2005－2006賽季                                 | 英超           | 第12名                           | 38   | 14 | 6  | 18 | 48   | 58   | 48   | 車路士（91分）   |
| 2006－2007賽季                                 | 英超           | 第16名                           | 38   | 8  | 15 | 15 | 38   | 60   | 39   | 曼聯（89分）     |
| 2007－2008賽季                                 | 英超           | 第17名                           | 38   | 8  | 12 | 18 | 38   | 60   | 36   | 曼聯（87分）     |
| 2008－2009賽季                                 | 英超           | 第7名                            | 38   | 14 | 11 | 13 | 39   | 34   | 53   | 曼聯（90分）     |
| 2009－2010賽季                                 | 英超           | 第12名                           | 38   | 12 | 10 | 16 | 39   | 46   | 46   | 車路士（86分）   |
| 2010－2011賽季                                 | 英超           | 第8名                            | 38   | 11 | 16 | 11 | 49   | 43   | 49   | 曼聯（80分）     |
| 2011－2012賽季                                 | 英超           | 第9名                            | 38   | 14 | 10 | 14 | 48   | 51   | 52   | 曼城（89分）     |
| 2012－2013賽季                                 | 英超           | 第12名                           | 38   | 11 | 10 | 17 | 50   | 60   | 43   | 曼聯（89分）     |
| 2013－2014賽季                                 | 英超           | 第18名（降班英冠）               | 38   | 9  | 5  | 24 | 40   | 85   | 32   | 曼城（86分）     |
| 2014－2015賽季                                 | 英冠           | 第17名                           | 46   | 14 | 10 | 22 | 62   | 83   | 52   | 般尼茅夫（90分） |
| 2015－2016賽季                                 | 英冠           | 第20名                           | 46   | 12 | 15 | 19 | 66   | 79   | 51   | 般尼（93分）     |
| 2016－2017賽季                                 | 英冠           | 第6名（升班附加賽落敗）          | 46   | 22 | 14 | 10 | 85   | 57   | 80   | 紐卡素（94分）   |
| 2017－2018賽季                                 | 英冠           | 季軍（升班附加賽勝出，升班英超） | 46   | 25 | 13 | 8  | 79   | 46   | 88   | 狼隊（99分）     |
| 2018－2019賽季                                 | 英超           | 第19名（降班英冠）               | 38   | 7  | 5  | 26 | 34   | 81   | 26   | 曼城（98分）     |
| 2019－2020賽季                                 | 英冠           | 殿軍（升班附加賽勝出，升班英超） | 46   | 23 | 12 | 11 | 64   | 48   | 81   | 列斯聯（93分）   |
| 2020－2021賽季                                 | 英超           | 第18名（降班英冠）               | 38   | 5  | 13 | 20 | 27   | 53   | 28   | 曼城（86分）     |
| 2021－2022賽季                                 | 英冠           | 冠軍（直接升班英超）             | 46   | 27 | 9  | 10 | 106  | 43   | 90   | N/A              |
| 2022－2023賽季                                 | 英超           | 第10名                           | 38   | 15 | 7  | 16 | 55   | 53   | 52   | 曼城（89分）     |
| 2023－2024賽季                                 | 英超           | 第13名                           | 38   | 13 | 8  | 17 | 55   | 61   | 47   | 曼城（91分）     |
| 2024－2025賽季                                 | 英超           | 第11名                           | 38   | 15 | 9  | 14 | 54   | 54   | 54   | 利物浦（84分）   |

## 象徵

### 隊徽

#### 歷代隊徽

哈默史密斯和富勒姆區區徽
大部分歷代富勒姆隊徽均有參考其設計元素

富勒姆將球會名稱從「富勒姆聖安德烈」改為「富勒姆足球會」後10年，即1898年，亦是俱樂部轉為職業化球會的同一年，球會設計了球會首個隊徽。隊徽以黑色盾牌形狀設計，配上紅色字母“FFC”的球會簡稱，再加上象徵倫敦主教的交叉雙劍所組成。1931年富勒姆首次更改隊徽，隊徽加入卡雲農舍圖像作為代表。1945年二戰後球會再次更換隊徽，設計首次加入哈默史密斯和富勒姆區區徽的元素。
從此以後，在二戰後的大部分時間，歷代隊徽（第三代至第五代、以及第七代至第九代）的設計大多都加入了富勒姆區區徽的三大象徵，當中包括：
- 佩劍和法冠 - 代表超過1300年來都住在當區富勒姆宮的倫敦主教。
- 帆船 - 代表公元879年丹麥維京人領袖古斯倫（英语：Guthrum）被威塞克斯王國阿爾弗雷德大帝於愛丁頓戰役中擊敗之後，率領一眾維京人在現今倫敦富勒姆地區過冬的傳說。
- 藍色波浪紋 - 代表富勒姆毗鄰泰晤士河河畔。

起初第三代隊徽底色為紅色，1947年球會微調隊徽設計，將隊徽底色改為白色。1951年球會再微調隊徽，將底部寫著球會名稱的卷軸撤去，簡化設計。1972年夏天，球會第三次大幅更改隊徽設計，採用只有純黑色字母“FFC”的極簡約設計。1977年球會公佈第七代隊徽，採用相對比第三至第五代隊徽較簡約的設計。1982年會方再次更改隊徽，盾牌形狀改為圓形，代表富勒姆區的三大象徵設計亦有修改，但此代隊徽只使用了兩個球季就被棄用，重用第七代隊徽。第九代隊徽由1995年起開始使用，揉合了第三代隊徽及富勒姆區區徽的元素，色彩更豐富。此代隊徽見證了球會於1997年、1999年及2001年持續升班重返頂級聯賽的歲月。

#### 現任隊徽

富勒姆現任（第十代）隊徽

2001年，富勒姆時隔33年重返頂級聯賽，球會藉此契機再一次徹底更改了球會隊徽，標誌著球會新時代的到來。富勒姆目前的隊徽可以說是極簡主義的設計。隊徽的形狀為盾形，盾牌左右兩邊配上黑色直條，中間部分配上白色背景，紅色字母“FFC”（富勒姆足球會）以一定角度放置在白色背景的中間。
這一版隊徽和舊版隊徽亦有一些相似之處。紅色字母的加入反映了1898年第一代版本的風格，而在隊徽正面中心使用“FFC”字母亦是參考了以往隊徽的設計，最標誌性的包括1975年球隊首次，亦是至今唯一一次打入足總杯決賽時所穿球衣上的第六代隊徽。而白色和黑色是球會歷史上的球隊的常用顏色。但除了這些特徵之外，這個隊徽其他地方都與之前的隊徽有很大不同。
這次更換隊徽亦是球會重塑品牌策略的其中一部分。當時球會老闆阿法耶茲正在探索俱樂部未來的發展路徑，其中一項舉措包括將富勒姆女子足球隊轉變為職業球隊，這個決定亦是當時一項開創性的發展。更改隊徽的目的是希望使隊徽更加現代化和簡約，這也是當年其他球會日漸開始出現的趨勢。會徽重新設計的工作由球會董事們監督進行，團隊並包括營銷專家，以及球會銷售和營銷主管。
據前富勒姆董事總經理邁克爾·菲迪（Michael Fiddy）憶述，更換隊徽是球會希望將來擁有「富勒姆品牌」的一個嘗試。阿法耶茲在這件事上投入資金，是希望確保「富勒姆品牌」能吸引人們，從而可以吸引更多人為球隊投資，將球會品牌打造成賺錢工具，就像隨後世界上其他足球俱樂部所做的那樣。但這種球會經營哲學的出現對於當時英格蘭球壇來說還是相對較早。阿法耶茲認為銷售機會非常重要，但是這種觀點在當時並不受歡迎。
另外，更換隊徽的其中一個重要原因是，球會認為完全擁有隊徽的版權相當重要。舊有隊徽的設計包含了哈默史密斯和富勒姆區徽的元素，從而令舊有隊徽的版權所屬存有疑問，這就造成日後球會可能需要向真正的版權持有人支付特許使用費用。據菲迪憶述，更換隊徽正正是球會對應的一項保護性措施。到了今日富勒姆對前任會徽的官方介紹中亦說明「以前的隊徽元素歸倫敦哈默史密斯和富勒姆自治市所有」。
此外據菲迪憶述，原隊徽設計的複雜性也對球衣和商品的製造造成挑戰。另外例如球會用於寄信的信紙，因抬頭需包含設計複雜的隊徽，其原價亦十分昂貴，「這些事情現在看來可能有些可笑，但在當時這些都是考慮因素」。相反新設計的隊徽由於設計簡約，可以清晰地以黑白打印，更加實用。
球會在推出新隊徽之前曾進行市場測試。菲迪回憶道：「人們的反應不一。有些人對原隊徽充滿熱情，反對更改，有些人則理解變革的論點。然後我們就推出了它。」在新隊徽推出當時，有很多球迷並不能理解球會的決定，「這讓每個人都感到驚訝，」富勒姆球迷信託基金主席湯姆·格雷特雷克斯（Tom Greatrex）回憶道。「就我個人而言，我不喜歡它——它可能是任何首字母縮寫為‘FFC’的球隊的隊徽。沒有任何東西可以將它與俱樂部周圍的任何東西、球場或以前的隊徽聯繫起來。在某些事情上我是一個傳統主義者。我認為隊徽應該與俱樂部、傳統甚至場地相一致。」
但無論在球會持份者之間存在怎樣的分歧，富勒姆現時的隊徽見證了他們其中一個最成功的時代，涵蓋了他們的英超聯賽歲月以及著名的2010年歐霸盃決賽。對於國內還是在海外的新一代富勒姆球迷來說，這個就是他們唯一知道代表富勒姆的隊徽。

### 吉祥物
富勒姆現行的吉祥物是「比利獾」（Billy the Badger），是球會經網上公開徵集後所選出的獲勝設計，創作者是球迷凱爾·傑克森（Kyle Jackson）。比利獾穿著79號球衣，代表球會的成立年份1879年。2008年元旦日，富勒姆主場對陣切爾西，在比賽當中，比利獾在電視鏡頭前試圖為當時切爾西主教練艾林·格蘭「加油打氣」時，首次引發了球迷間的爭議。其後，2008年2月3日富勒姆主場對陣阿斯頓維拉的比賽，在裁判吹響哨子開始比賽之後，比利獾仍然留在球場角落跳霹靂舞，裁判見狀立即將比利獾驅逐出場。比利獾事後歸咎於他的聽力和視力像獾一樣差，並向裁判基斯·科爾道歉。2009年3月11日，比利獾在比賽進行途中跨過球門，但是裁判沒有發現。富勒姆的前吉祥物是騎士「卡雲農舍爵士」（Sir Craven of Cottage, the Knight）。而富勒姆的啦啦隊被稱為「SW6ers」，以前稱「Cravenettes」。

## 主場球場

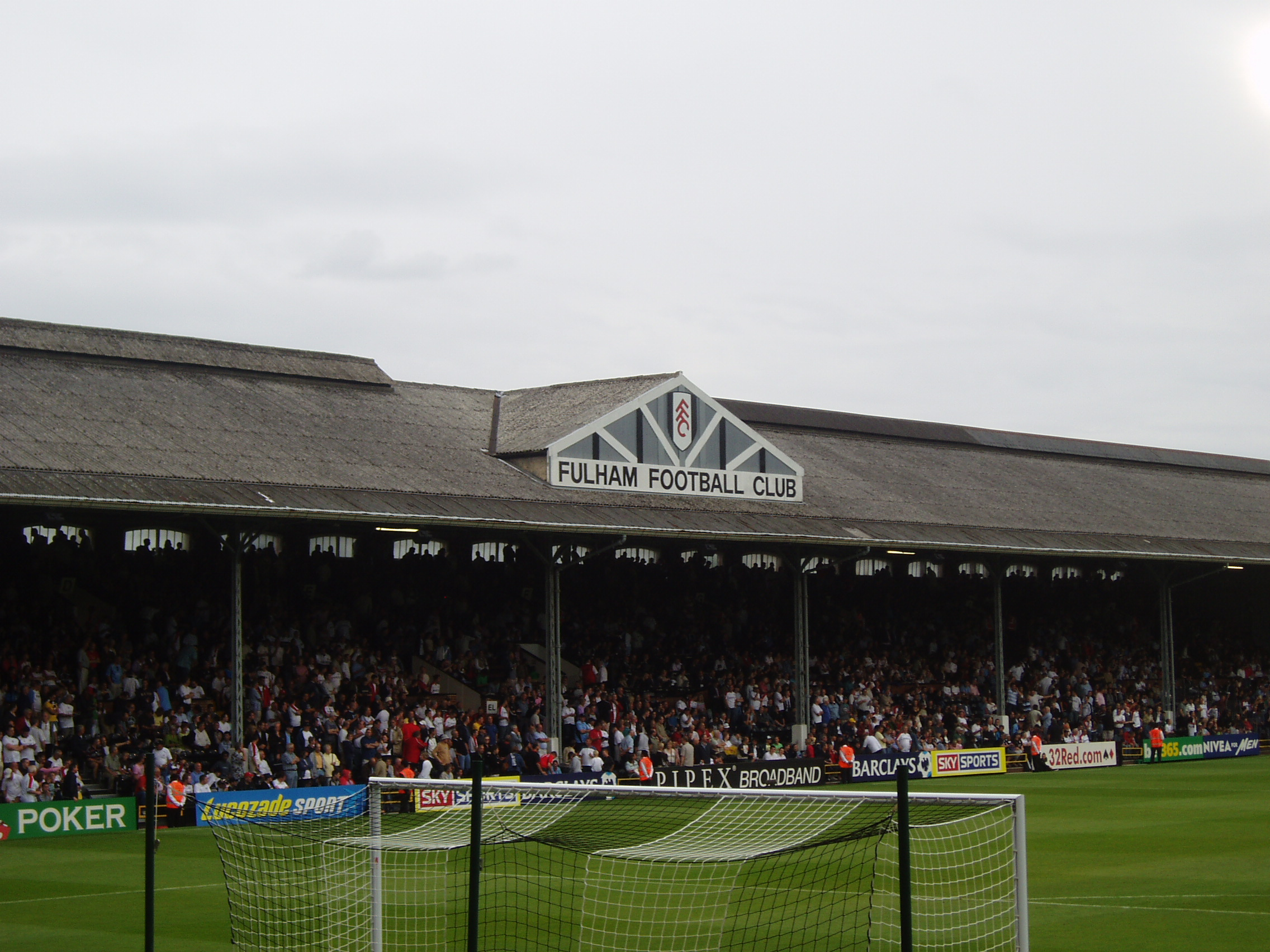
「约翰尼·海因斯看台」是二級歷史建築物

卡雲農舍球場（Craven Cottage）位於英格蘭倫敦哈默史密斯-富勒姆區泰晤士河河畔的足球場，自1896年以來已是富咸的主場球場。
在1996年，球隊時任主席已經提出要將卡雲農舍球場拆卸重建為全座位球場，但由於地區人士反對而一直未能成事，所以當球隊升班到英超時，卡雲農舍球場仍然有站立區域存在。由於卡雲農舍球場當時不符合賽會的標準，故球隊於2002/03球季起暫時與昆士柏流浪共用洛夫特斯路球場（Loftus Road），此決定引起大量球迷反對，更拒絕出席球隊的主場比賽。直至2003年12月，球隊公佈總值800萬英鎊的復修計劃，使卡雲農舍球場符合英超規定，據報復修資金主要來自出售到曼聯的轉會費收入。工程於2004年1月展開，剛好趕及2004/05年球季開季時啟用。復修後，卡雲農舍球場變為22,000全坐位球場，首場比賽是於7月10日對的季前熱身賽。其後，每年夏季卡雲農舍球場也會進行小規模改建增加容量，但仍然是英超其中一個容量最小的球場。在2019年夏季起，球隊開始了重建河畔看台的計畫，計畫內容包括將球場的容量提升至30,000個座位，及重新開放球場外的河畔步道，而看台會因應其靠近泰晤士河的位置而遷就設計。重建工程進行期間，球場的容量會暫時減少至19,000個座位。
卡雲農舍球場近年主辦數場國際比賽，主要是澳洲的比賽，主因是澳洲國家隊的主要成員外流歐洲，而西倫敦亦是澳洲海外国民的集居地。

## 宿敵和支持者
富勒姆球迷認為他們的主要宿敵是車路士。儘管雙方在富勒姆升入頂級聯賽之前並不是經常能夠交手，但這顯然確是一場本地打吡戰，因為車路士的球場斯坦福橋球場實際位於富勒姆區內，距離富勒姆的卡雲農舍球場僅1.8英里。
富勒姆認為他們的次要對手是昆士柏流浪。在2011年-2012年英超賽季中富勒姆主客兩次都擊敗昆士柏流浪。他們在卡雲農舍球場以6-0比分獲勝，在客場洛夫特斯路球場則以1-0獲勝。自富勒姆2014年降回英冠聯賽之後，兩支球會亦有交手數次。
富勒姆球迷認為能夠排上第三的宿敵是賓福特，他們於2020年8月4日在英冠升班附加賽決賽中以2-1擊敗對手。除這三間西倫敦球會外，富勒姆也與其他幾家倫敦球會有較小程度的競爭關係，例如水晶宮等。
在倫敦以外的地區，基寧咸仍然被一些富勒姆支持者認為是其宿敵，儘管兩間球會自2000年-2001年賽季以來就沒有在同一級別比賽過。富勒姆和基寧咸在同處於低級別聯賽期間曾發生了幾場火藥味濃的比賽，其中更曾導致一名富勒姆球迷的死亡。
多年來，富勒姆的球迷數量一直在波動，但近二十年隨著球會在英超聯賽中的成功，球迷數量也隨之增加。富勒姆球迷對於球會決定長期留在卡雲農舍球場的過程中發揮了至關重要的作用。當球會2002年重修卡雲農舍球場而暫時搬到洛夫特斯路球場的時候，一個由球迷組織，名為「回到農舍」（Back to the Cottage）的組織成立，這個組織致力於確保球會將會回到他們的傳統主場卡雲農舍繼續比賽。富勒姆球迷傳統上來自富勒姆和哈默史密斯地區，也來自倫敦西南部的其他地區，如帕特尼、列治文、薩頓和伍斯特公園。
2012年7月，富勒姆球會網站讓球迷利用Facebook和Twitter選出2001年至今富勒姆於英超聯賽的最佳陣容。球迷們紛紛選出了他們最喜歡的守門員、邊衛、中堅、邊鋒、中場和前鋒，組成了經典的4-4-2陣型。2022年8月，作為英超聯賽三十週年慶祝活動的一部分，球會再次讓球迷選出球隊最新的英超聯賽歷代最佳十一人陣容。

## 榮譽
| 榮譽                      | 次數        | 年度                 |
| 聯 賽 比 賽               | 聯 賽 比 賽 | 聯 賽 比 賽          |
| ------------------------- | ----------- | -------------------- |
| 冠軍〈II〉聯賽 冠軍       | 1           | 2021/22年            |
| 甲組〈II〉聯賽 冠軍       | 1           | 2000/01年            |
| 乙組〈II〉聯賽 冠軍       | 1           | 1948/49年            |
| 乙組〈II〉聯賽 亞軍       | 1           | 1958/59年            |
| 冠軍〈II〉聯賽 附加賽冠軍 | 2           | 2017/18年、2019/20年 |
| 乙組〈III〉聯賽 冠軍      | 1           | 1998/99年            |
| 南區丙組〈III〉聯賽 冠軍  | 1           | 1931/32年            |
| 丙組〈III〉聯賽 亞軍      | 1           | 1970/71年            |
| 丙組〈III〉聯賽 季軍      | 1           | 1981/82年            |
| 丙組〈IV〉聯賽 亞軍       | 1           | 1996/97年            |
| 盃 賽 比 賽               |             |                      |
| 足總杯 亞軍               | 1           | 1975年               |
| 英蘇盃 亞軍               | 1           | 1975年               |
| 歐 洲 比 賽               |             |                      |
| 歐霸盃 亞軍               | 1           | 2010年               |
| 歐洲足協圖圖盃 冠軍       | 1           | 2002年               |

## 球員名單（2025/26）
1. 粗體字為新加盟球員（青年隊提升不計）。
2. 2025年夏季轉會窗（英语：List of English football transfers summer 2025）：6月1日至10日，6月16日至9月1日。

### 目前效力
| 號碼  | 國籍     | 球員                   | 位置           | 年齡  | 加盟年份 | 前屬球會     | 轉會費    |
| 門 將 | 門 將    | 門 將                  | 門 將          | 門 將 | 門 將    | 門 將        | 門 將     |
| ----- | -------- | ---------------------- | -------------- | ----- | -------- | ------------ | --------- |
| 1     | 德国     | （Bernd Leno）         | 門將           | 33    | 2022     | 阿森纳       | 800萬鎊   |
| 23    | 法國     | （Benjamin Lecomte）   | 門將           | 34    | 2025     | 蒙彼利埃     | 43萬鎊    |
| 後 衛 |          |                        |                |       |          |              |           |
| 2     | 荷兰     | （Kenny Tete）         | 右閘           | 29    | 2020     | 里昂         | 288萬鎊   |
| 3     | 奈及利亞 | （Calvin Bassey）      | 中堅           | 25    | 2023     | 阿積士       | 2,000萬鎊 |
| 5     | 丹麦     | （Joachim Andersen）   | 中堅           | 29    | 2024     | 水晶宫       | 2,500萬鎊 |
| 15    | 西班牙   | （Jorge Cuenca）       | 中堅／右閘     | 25    | 2024     | 比利亞雷阿爾 | 570萬鎊   |
| 21    | 比利时   | （Timothy Castagne）   | 右閘           | 29    | 2023     | 莱斯特城     | 1,110萬鎊 |
| 31    | 法國     | （Issa Diop）          | 中堅           | 28    | 2022     | 西汉姆联     | 1,580萬鎊 |
| 33    | 美国     | （Antonee Robinson）   | 左閘           | 28    | 2020     | 韋根         | 200萬鎊   |
| 中 場 |          |                        |                |       |          |              |           |
| 6     | 英格兰   | （Harrison Reed）      | 正中場         | 30    | 2020     | 修咸頓       | 585萬鎊   |
| 8     | 威尔士   | （Harry Wilson）       | 右翼           | 28    | 2021     | 利物浦       | 1,200萬鎊 |
| 10    | 蘇格蘭   | （Tom Cairney）        | 正中場         | 34    | 2015     | 布力般流浪   | 378萬鎊   |
| 16    | 挪威     | （Sander Berge）       | 防守中場       | 27    | 2024     | 伯恩利       | 2,000萬鎊 |
| 17    | 奈及利亞 | （Alex Iwobi）         | 左翼           | 29    | 2023     | 愛華頓       | 1,500萬鎊 |
| 18    | 巴西     | （）                   | 進攻中場       | 29    | 2022     | 曼聯         | 1,000萬鎊 |
| 20    | 塞尔维亚 | （Saša Lukić）         | 正中場         | 29    | 2023     | 拖連奴       | 810萬鎊   |
| 24    |          | 约书亚·金（Josh King） | 正中場         | 18    | 2024     | 青年隊       | --        |
| 30    | 英格兰   | （Ryan Sessegnon）     | 左閘／左翼衛   | 25    | 2024     | 托特纳姆热刺 | 自由轉會  |
| 32    |          | （Emile Smith Rowe）   | 進攻中場／左翼 | 25    | 2024     | 阿森纳       | 2,700萬鎊 |
| 前 鋒 |          |                        |                |       |          |              |           |
| 7     | 墨西哥   | （Raúl Jiménez）       | 中鋒           | 34    | 2023     | 狼队         | 550萬鎊   |
| 9     | 巴西     | （Rodrigo Muniz）      | 中鋒           | 24    | 2021     | 法林明高     | 720萬鎊   |
| 11    | 西班牙   | （Adama Traoré）       | 右翼           | 29    | 2023     | 狼队         | 自由轉會  |

1. ↑  另浮動條款500萬鎊
2. ↑  另浮動條款390萬鎊
3. ↑  租借一季(19/20)後買斷
4. ↑  另浮動條款500萬鎊
5. ↑  另浮動條款300萬鎊
6. ↑  另浮動條款700萬鎊

### 外借球員
| 號碼             | 國籍             | 球員                                         | 位置             | 年齡             | 加盟年份         | 外借球會         | 外借球季         |
| 2025年夏季轉會窗 | 2025年夏季轉會窗 | 2025年夏季轉會窗                             | 2025年夏季轉會窗 | 2025年夏季轉會窗 | 2025年夏季轉會窗 | 2025年夏季轉會窗 | 2025年夏季轉會窗 |
| ---------------- | ---------------- | -------------------------------------------- | ---------------- | ---------------- | ---------------- | ---------------- | ---------------- |
| 23               | 德国             | （Steven Benda）                             | 門將             | 26               | 2023             | 米禾爾           | 25/26球季        |
| 38               | 威尔士           | （Luke Harris）                              | 進攻中場         | 20               | 2021             | 牛津联           | 25/26球季        |
| 44               | 加拿大           | 吕克·德富热罗勒（Luc Rollet de Fougerolles） | 后卫             | 19               | 2023             | 丹達EH           | 25/26球季        |

### 離隊球員
1. 『*』為先租出一季或半季後售出。

| 號碼             | 國籍             | 球員             | 位置             | 年齡             | 加盟年份         | 加盟球會         | 轉會費           |
| 2025年夏季轉會窗 | 2025年夏季轉會窗 | 2025年夏季轉會窗 | 2025年夏季轉會窗 | 2025年夏季轉會窗 | 2025年夏季轉會窗 | 2025年夏季轉會窗 | 2025年夏季轉會窗 |
| ---------------- | ---------------- | ---------------- | ---------------- | ---------------- | ---------------- | ---------------- | ---------------- |
| 12               | 巴西             | （）             | 中鋒             | 30               | 2022             | 甘美奧           | 自由轉會         |
| 19               |                  | （Reiss Nelson） | 右翼             | 25               | 2024             | 阿森纳           | 租借歸還         |
| 22               | 巴西             | （Willian）      | 左翼             | 37               | 2025             | 自由球員         | 自由轉會         |

## 外部連結
- 官方網站 （页面存档备份，存于）